# لیگ جهانی والیبال ۲۰۱۵
لیگ جهانی والیبال ۲۰۱۵ بیست و ششمین دوره از رقابت‌های لیگ جهانی می‌باشد که از ۱۶ مه تا ۱۹ ژوئیه برگزار شد. دور پایانی این دوره در ریو دو ژانیرو، برزیل برگزار شد و در پایان تیم فرانسه قهرمان شد.

## انتخابی
- هیچ مسابقهٔ انتخابی برگزار نشد.
- ۲۸ تیم به صورت مستقیم وارد شدند.[۱]
- مونته‌نگرو و  یونان از طریق لیگ اروپا ۲۰۱۴ به مسابقات راه یافتند.[۲]
- قزاقستان از طریق جام کنفدراسیون آسیا ۲۰۱۴ به مسابقات راه یافت.[۲]
- مصر از طریق قهرمانی آفریقا ۲۰۱۳ به مسابقات راه یافت.[۲]
- ونزوئلا جایگزین  آلمان[۳] شد که از مسابقات کناره‌گیری کرد.[۴]

### تیم‌های منتخب
| آسیا و اقیانوسیه                                          | اروپا | آمریکای شمالی                                           | آمریکای جنوبی              | آفریقا     |
| --------------------------------------------------------- | --- | ------------------------------------------------------- | -------------------------- | ---------- |
| ایران · کرهٔ جنوبی · ژاپن · استرالیا · چین · قزاقستان      | \| روسیه · ایتالیا · بلغارستان · صربستان · لهستان · پرتغال · \| جمهوری چک · فرانسه · هلند · فنلاند · بلژیک · ترکیه · \| اسپانیا · اسلواکی · یونان · مونته‌نگرو \| | کانادا · ایالات متحده آمریکا · کوبا · مکزیک · پورتوریکو | برزیل · آرژانتین · ونزوئلا | تونس · مصر |
| روسیه · ایتالیا · بلغارستان · صربستان · لهستان · پرتغال · | جمهوری چک · فرانسه · هلند · فنلاند · بلژیک · ترکیه · | اسپانیا · اسلواکی · یونان · مونته‌نگرو                   |                            |            |

## قالب
در گروه‌های A تا E هر تیم در دور مقدماتی با هر کدام از همگروهی‌های خودش ۴ بازی کرد؛ که دو تای آن‌ها در خاک خودش برگزار شد؛ یعنی در گروه‌های A تا E هر تیم ۶ مسابقه در خاک خودش برگزار می‌کند. شش تیم در قالب دو گروه ۳ تیمی به مرحلهٔ بعد صعود می‌کردند. دو تیم برتر گروه‌های A و B به مرحلهٔ بعدی صعود می‌کردند. در ضمن، میزبان هر رتبه‌ای که داشت به مرحلهٔ بعدی صعود می‌کرد؛ یعنی از گروه میزبان که گروه A بود، سه تیم صعود می‌کردند. اگر میزبان جزو دو تیم اول گروه بود، تیم سوم آن گروه هم به مرحلهٔ بعدی صعود می‌کرد. در گروه‌های C تا E بعد از این‌که بازی‌ها تمام شد، تیم برتر هر گروه به مسابقاتی به نام مرحلهٔ نهایی گروه ۲ صعود می‌کرد، که برندهٔ این مسابقات به مرحلهٔ نهایی صعود می‌کرد. همچنین میزبان مسابقات مرحلهٔ نهایی گروه ۲ از سوی سازمان اف‌آی‌وی‌بی انتخاب می‌شد. میزبان مرحلهٔ نهایی گروه ۲ یکی از تیم‌های گروه‌های C تا E بود. در گروهی که در آن میزبان وجود داشت، دو تیم به مرحلهٔ بعدی صعود می‌کردند که شامل میزبان و تیم برتر گروه بود. به این ترتیب، چهار تیم به مرحلهٔ نهایی گروه ۲ صعود می‌کردند که مسابقات آن به‌صورت حذفی انجام می‌شد. در گروه‌های F و G و H، هر تیم با هر کدام از همگروهی‌های خودش ۲ بازی می‌کرد که یکی از بازی‌ها در خاک خودش برگزار می‌شد. پس از انجام بازی‌ها، ۲ تیم از هر گروه به مرحلهٔ نهایی گروه ۳ رفتند. میزبان این مسابقات هم به‌صورت جداگانه از طرف سازمان اف‌آی‌وی‌بی انتخاب شد. در گروهی که میزبان وجود داشت، همان دو تیم به مرحلهٔ نهایی گروه ۳ صعود می‌کردند، با این تفاوت که یک تیم به‌عنوان تیم برتر و تیم دیگر به‌عنوان میزبان به این مسابقات می‌رفت. مرحلهٔ نهایی گروه ۳ هم به‌صورت حذفی اجرا شد. همچنین از گروه‌های F و G و H هیچ تیمی به مرحلهٔ نیمه‌نهایی صعود نمی‌کرد و حضور این تیم‌ها فقط برای رده‌بندی و کسب جایگاه بود.

## گروه‌بندی
| گروه ۱        | گروه ۱                  | گروه ۲        | گروه ۲         | گروه ۲      | گروه ۳         | گروه ۳       | گروه ۳        |
| گلدان A       | گلدان B                 | گلدان C       | گلدان D        | گلدان E     | گلدان F        | گلدان G      | گلدان H       |
| ------------- | ----------------------- | ------------- | -------------- | ----------- | -------------- | ------------ | ------------- |
| برزیل (۱)     | روسیه (۲)               | آرژانتین (۶)  | فرانسه (۱۲)    | فنلاند (۱۷) | تونس (۱۵)      | چین (۱۷)     | مصر (۱۹)      |
| ایتالیا (۴)   | لهستان (۳)              | بلغارستان (۹) | کرهٔ جنوبی (۱۶) | بلژیک (۲۰)  | پورتوریکو (۲۳) | مکزیک (۲۲)   | ونزوئلا (۲۹)  |
| صربستان (۸)   | ایالات متحده آمریکا (۵) | کوبا (۱۱)     | ژاپن (۲۱)      | هلند (۲۵)   | ترکیه (۳۱)     | اسلواکی (۳۴) | اسپانیا (۳۶)  |
| استرالیا (۱۳) | ایران (۱۰)              | کانادا (۱۴)   | چک (۲۶)        | پرتغال (۲۷) | مونته‌نگرو (۸۶) | یونان (۵۶)   | قزاقستان (۴۲) |

- اعداد داخل پرانتز رده‌بندی جهانی اف‌آی‌وی‌بی تیم‌ها را تا ۲۲ سپتامبر ۲۰۱۴ نشان می‌دهد.

## برنامه مسابقات
| ● | دور بین‌المللی | ● | دور نهایی |

|        | هفته ۱ | هفته ۲ | هفته ۳  | هفته ۴  | هفته ۵  | هفته ۶  | هفته ۷  | هفته ۸  | هفته ۹ | هفته ۱۰ |
| ------ | ------ | ------ | ------- | ------- | ------- | ------- | ------- | ------- | ------ | ------- |
| گروه ۱ |        |        | ۸ بازی  | ۸ بازی  | ۸ بازی  | ۸ بازی  | ۸ بازی  | ۸ بازی  |        | ۱۰ بازی |
| گروه ۲ | ۴ بازی | ۲ بازی | ۱۰ بازی | ۱۲ بازی | ۱۲ بازی | ۱۰ بازی | ۱۲ بازی | ۱۲ بازی | ۴ بازی |         |
| گروه ۳ |        |        |         |         | ۱۸ بازی | ۱۸ بازی |         | ۴ بازی  |        |         |

## روش امتیازدهی و رده‌بندی
در جدول، تیم‌ها بر اساس موارد زیر رده‌بندی می‌شوند:
1. تعداد بازی‌های برده
2. امتیاز
3. نسبت ست‌های برده به باخته
4. نسبت امتیاز کسب شده به از دست داده
5. نتیجهٔ آخرین مسابقه میان تیم‌های هم‌امتیاز

- اگر بازی با نتیجهٔ ۳ بر ۰ یا ۳ بر ۱ به پایان برسد، تیم برنده، ۳ امتیاز بازی را کسب می‌کند و تیم بازنده، هیچ امتیازی نمی‌گیرد.
- اگر بازی با نتیجهٔ ۳ بر ۲ به پایان برسد، تیم برنده، ۲ امتیاز کسب می‌کند و تیم بازنده، ۱ امتیاز.

## دور بین‌المللی
همهٔ ساعت‌ها به وقت محلی

### گروه ۱
میزبان مرحلهٔ نهایی گروه ۱، دو تیم اول گروه‌های A و B، و برندهٔ مرحلهٔ نهایی گروه ۲ به مرحلهٔ نهایی گروه ۱ صعود می‌کردند. اگر تیم میزبان جزو دو تیم اول جدول بود، سه تیم از آن گروه صعود می‌کردند.
|  | انتخاب شده برای دور نهایی گروه ۱           |
|  | انتخاب شده به‌دلیل میزبانی دور نهایی گروه ۱ |
|  | سقوط به گروه ۲                             |

#### گلدان A
|      |          |          | مسابقات | مسابقات | ست‌ها | ست‌ها | ست‌ها  | امتیازها | امتیازها | امتیازها |
| رتبه | تیم      | امتیازها | برد     | باخت    | برد  | باخت | نسبت  | برد      | باخت     | نسبت     |
| ---- | -------- | -------- | ------- | ------- | ---- | ---- | ----- | -------- | -------- | -------- |
| ۱    | برزیل    | ۲۸       | ۹       | ۳       | ۳۳   | ۱۶   | ۲٫۰۶۳ | ۱٬۱۴۵    | ۱٬۰۳۸    | ۱٫۱۰۳    |
| ۲    | صربستان  | ۲۳       | ۷       | ۵       | ۳۰   | ۲۲   | ۱٫۳۶۴ | ۱٬۱۸۰    | ۱٬۱۵۲    | ۱٫۰۲۴    |
| ۳    | ایتالیا  | ۱۶       | ۶       | ۶       | ۲۲   | ۲۶   | ۰٫۸۴۶ | ۱٬۰۷۳    | ۱٬۰۹۶    | ۰٫۹۷۹    |
| ۴    | استرالیا | ۵        | ۲       | ۱۰      | ۱۱   | ۳۲   | ۰٫۳۴۴ | ۹۳۱      | ۱٬۰۴۳    | ۰٫۸۹۳    |

##### هفته اول
- میزبان:  آدلاید آرنا، آدلاید، استرالیا
- میزبان:  نیلسون نلسون، برازیلیا، برزیل

| تاریخ | ساعت  |          | امتیاز |         | ست ۱  | ست ۲  | ست ۳  | ست ۴  | ست ۵  | مجموع   | گزارش |
| ----- | ----- | -------- | ------ | ------- | ----- | ----- | ----- | ----- | ----- | ------- | ----- |
| ۲۹ مه | ۱۹:۴۰ | استرالیا | ۱–۳    | ایتالیا | ۱۹–۲۵ | ۲۵–۲۲ | ۲۱–۲۵ | ۲۰–۲۵ |       | ۸۵–۹۷   | P2 P3 |
| ۲۹ مه | ۱۴:۰۰ | برزیل    | ۳–۲    | صربستان | ۲۴–۲۶ | ۲۵–۱۷ | ۲۵–۲۲ | ۲۶–۲۸ | ۱۵–۱۱ | ۱۱۵–۱۰۴ | P2 P3 |
| ۳۰ مه | ۱۶:۱۰ | استرالیا | ۱–۳    | ایتالیا | ۲۰–۲۵ | ۲۱–۲۵ | ۲۵–۲۳ | ۲۳–۲۵ |       | ۸۹–۹۸   | P2 P3 |
| ۳۱ مه | ۱۰:۰۰ | برزیل    | ۳–۱    | صربستان | ۲۵–۱۸ | ۲۵–۲۰ | ۱۹–۲۵ | ۲۵–۲۲ |       | ۹۴–۸۵   | P2 P3 |

##### هفته دوم
- میزبان:  Ginásio Adib Moyses Dib، سائو برناردو دو کامپو، برزیل
- میزبان:  Adriatic Arena، پزارو، ایتالیا
- میزبان:  Land Rover Arena، بولونیا، ایتالیا

| تاریخ   | ساعت  |         | امتیاز |          | ست ۱  | ست ۲  | ست ۳  | ست ۴  | ست ۵  | مجموع  | گزارش |
| ------- | ----- | ------- | ------ | -------- | ----- | ----- | ----- | ----- | ----- | ------ | ----- |
| ۰۵ ژوئن | ۱۴:۰۰ | برزیل   | ۳–۱    | استرالیا | ۲۵–۲۰ | ۲۱–۲۵ | ۲۵–۱۹ | ۲۵–۱۸ |       | ۹۶–۸۲  | P2 P3 |
| ۰۵ ژوئن | ۲۰:۴۰ | ایتالیا | ۱–۳    | صربستان  | ۲۵–۲۲ | ۲۳–۲۵ | ۲۴–۲۶ | ۲۳–۲۵ |       | ۹۵–۹۸  | P2 P3 |
| ۰۷ ژوئن | ۱۰:۰۰ | برزیل   | ۳–۰    | استرالیا | ۳۱–۲۹ | ۲۵–۱۹ | ۲۵–۱۹ |       |       | ۸۱–۶۷  | P2 P3 |
| ۰۷ ژوئن | ۱۸:۱۰ | ایتالیا | ۳–۲    | صربستان  | ۲۵–۱۴ | ۱۹–۲۵ | ۱۸–۲۵ | ۲۵–۲۰ | ۱۵–۱۲ | ۱۰۲–۹۶ | P2 P3 |

##### هفته سوم
- میزبان:  سپس وویوودینا، نووی‌ساد، صربستان
- میزبان:  پالا آرکس، یسولو، ایتالیا
- میزبان:  پیونیر، بلگراد، صربستان
- میزبان:  پالاالمپیا، ورونا، ایتالیا

| تاریخ   | ساعت  |         | امتیاز |          | ست ۱  | ست ۲  | ست ۳  | ست ۴  | ست ۵  | مجموع   | گزارش |
| ------- | ----- | ------- | ------ | -------- | ----- | ----- | ----- | ----- | ----- | ------- | ----- |
| ۱۲ ژوئن | ۲۰:۴۰ | ایتالیا | ۰–۳    | استرالیا | ۱۶–۲۵ | ۱۸–۲۵ | ۲۱–۲۵ |       |       | ۵۵–۷۵   | P2 P3 |
| ۱۲ ژوئن | ۲۰:۱۰ | صربستان | ۳–۲    | برزیل    | ۲۲–۲۵ | ۲۳–۲۵ | ۲۵–۲۳ | ۲۵–۲۱ | ۱۵–۱۳ | ۱۱۰–۱۰۷ | P2 P3 |
| ۱۴ ژوئن | ۲۰:۴۰ | ایتالیا | ۳–۰    | استرالیا | ۲۶–۲۴ | ۲۵–۲۱ | ۲۵–۲۳ |       |       | ۷۶–۶۸   | P2 P3 |
| ۱۴ ژوئن | ۲۰:۱۰ | صربستان | ۲–۳    | برزیل    | ۲۳–۲۵ | ۲۵–۲۰ | ۲۱–۲۵ | ۲۵–۲۲ | ۱۳–۱۵ | ۱۰۷–۱۰۷ | P2 P3 |

##### هفته چهارم
- میزبان:  سپس وویوودینا، نووی‌ساد، صربستان
- میزبان:  مرکز تنیس فورو ایتالیکو، رم، ایتالیا
- میزبان:  پیونیر، بلگراد، صربستان
- میزبان:  نلسون ماندلا، فلورانس، ایتالیا

| تاریخ   | ساعت  |         | امتیاز |          | ست ۱  | ست ۲  | ست ۳  | ست ۴  | ست ۵  | مجموع   | گزارش |
| ------- | ----- | ------- | ------ | -------- | ----- | ----- | ----- | ----- | ----- | ------- | ----- |
| ۱۸ ژوئن | ۲۰:۱۰ | صربستان | ۳–۰    | استرالیا | ۳۱–۲۹ | ۲۷–۲۵ | ۲۵–۱۹ |       |       | ۸۳–۷۳   | P2 P3 |
| ۱۹ ژوئن | ۲۰:۱۰ | ایتالیا | ۳–۲    | برزیل    | ۲۶–۲۴ | ۲۱–۲۵ | ۲۵–۱۸ | ۱۷–۲۵ | ۱۶–۱۴ | ۱۰۵–۱۰۶ | P2 P3 |
| ۲۰ ژوئن | ۲۰:۱۰ | صربستان | ۳–۰    | استرالیا | ۲۵–۲۳ | ۲۵–۲۰ | ۲۵–۲۰ |       |       | ۷۵–۶۳   | P2 P3 |
| ۲۱ ژوئن | ۲۰:۱۰ | ایتالیا | ۰–۳    | برزیل    | ۲۳–۲۵ | ۲۲–۲۵ | ۱۶–۲۵ |       |       | ۶۱–۷۵   | P2 P3 |

##### هفته پنجم
- میزبان:  مرکز ورزشی پارک سیدنی المپیک، سیدنی، استرالیا
- میزبان:  سپس وویوودینا، نووی‌ساد، صربستان
- میزبان:  پیونیر، بلگراد، صربستان

| تاریخ   | ساعت  |          | امتیاز |         | ست ۱  | ست ۲  | ست ۳  | ست ۴  | ست ۵  | مجموع   | گزارش |
| ------- | ----- | -------- | ------ | ------- | ----- | ----- | ----- | ----- | ----- | ------- | ----- |
| ۲۶ ژوئن | ۲۰:۱۰ | صربستان  | ۳–۱    | ایتالیا | ۲۵–۲۳ | ۲۵–۲۰ | ۲۵–۲۷ | ۲۵–۲۱ |       | ۱۰۰–۹۱  | P2 P3 |
| ۲۷ ژوئن | ۱۹:۱۰ | استرالیا | ۱–۳    | برزیل   | ۱۷–۲۵ | ۱۸–۲۵ | ۲۵–۲۳ | ۲۰–۲۵ |       | ۸۰–۹۸   | P2 P3 |
| ۲۸ ژوئن | ۱۶:۴۰ | استرالیا | ۰–۳    | برزیل   | ۲۲–۲۵ | ۲۰–۲۵ | ۱۵–۲۵ |       |       | ۵۷–۷۵   | P2 P3 |
| ۲۸ ژوئن | ۲۰:۱۰ | صربستان  | ۳–۲    | ایتالیا | ۲۶–۲۴ | ۲۱–۲۵ | ۲۶–۲۴ | ۲۳–۲۵ | ۱۷–۱۵ | ۱۱۳–۱۱۳ | P2 P3 |

##### هفته ششم
- میزبان:  مرکز بسکتبال کشور، استرالیا
- میزبان:  جیناسیو آسیم گویانیا، یوبرلاندیا، برزیل

| تاریخ    | ساعت  |          | امتیاز |         | ست ۱  | ست ۲  | ست ۳  | ست ۴  | ست ۵  | مجموع   | گزارش |
| -------- | ----- | -------- | ------ | ------- | ----- | ----- | ----- | ----- | ----- | ------- | ----- |
| ۰۲ ژوئیه | ۱۳:۰۰ | برزیل    | ۳–۰    | ایتالیا | ۲۵–۲۰ | ۲۶–۲۴ | ۲۵–۱۹ |       |       | ۷۶–۶۳   | P2 P3 |
| ۰۳ ژوئیه | ۱۳:۰۰ | برزیل    | ۲–۳    | ایتالیا | ۲۵–۲۱ | ۲۷–۲۹ | ۲۵–۲۱ | ۱۹–۲۵ | ۱۹–۲۱ | ۱۱۵–۱۱۷ | P2 P3 |
| ۰۴ ژوئیه | ۱۹:۱۰ | استرالیا | ۱–۳    | صربستان | ۲۲–۲۵ | ۲۱–۲۵ | ۳۱–۲۹ | ۱۸–۲۵ |       | ۹۲–۱۰۴  | P2 P3 |
| ۰۵ ژوئیه | ۱۶:۴۰ | استرالیا | ۳–۲    | صربستان | ۲۵–۲۲ | ۲۲–۲۵ | ۱۳–۲۵ | ۲۵–۲۱ | ۱۵–۱۲ | ۱۰۰–۱۰۵ | P2 P3 |

#### گلدان B
|      |                     |          | مسابقات | مسابقات | ست‌ها | ست‌ها | ست‌ها  | امتیازها | امتیازها | امتیازها |
| رتبه | تیم                 | امتیازها | برد     | باخت    | برد  | باخت | نسبت  | برد      | باخت     | نسبت     |
| ---- | ------------------- | -------- | ------- | ------- | ---- | ---- | ----- | -------- | -------- | -------- |
| ۱    | ایالات متحده آمریکا | ۲۷       | ۹       | ۳       | ۲۹   | ۱۷   | ۱٫۷۰۶ | ۱٬۰۷۱    | ۹۹۲      | ۱٫۰۸۰    |
| ۲    | لهستان              | ۲۲       | ۸       | ۴       | ۳۰   | ۲۳   | ۱٫۳۰۴ | ۱٬۱۷۹    | ۱۱۳۸     | ۱٫۰۳۶    |
| ۳    | ایران               | ۱۸       | ۶       | ۶       | ۲۵   | ۲۱   | ۱٫۱۹۰ | ۱٬۰۳۱    | ۱۰۲۱     | ۱٫۰۱۰    |
| ۴    | روسیه               | ۵        | ۱       | ۱۱      | ۱۱   | ۳۴   | ۰٫۳۲۴ | ۹۴۶      | ۱٬۰۷۶    | ۰٫۸۷۹    |

##### هفته اول
- میزبان:  گلن سنتر، لس‌آنجلس، ایالات متحدهٔ آمریکا
- میزبان:  ارگو آرنا، گدانسک / سوپوت، لهستان

| تاریخ | ساعت  |                     | امتیاز |       | ست ۱  | ست ۲  | ست ۳  | ست ۴  | ست ۵  | مجموع   | گزارش |
| ----- | ----- | ------------------- | ------ | ----- | ----- | ----- | ----- | ----- | ----- | ------- | ----- |
| ۲۸ مه | ۲۰:۱۵ | لهستان              | ۳–۰    | روسیه | ۲۵–۱۶ | ۲۵–۱۷ | ۲۵–۲۰ |       |       | ۷۵–۵۳   |       |
| ۲۹ مه | ۲۰:۱۵ | لهستان              | ۳–۲    | روسیه | ۲۵–۱۹ | ۲۴–۲۶ | ۲۰–۲۵ | ۲۵–۱۹ | ۱۸–۱۶ | ۱۱۲–۱۰۵ |       |
| ۳۰ مه | ۱۹:۰۰ | ایالات متحده آمریکا | ۳–۱    | ایران | ۲۵–۱۹ | ۲۵–۲۲ | ۲۳–۲۵ | ۲۵–۲۳ |       | ۹۸–۸۹   |       |
| ۳۱ مه | ۱۶:۰۰ | ایالات متحده آمریکا | ۳–۱    | ایران | ۲۵–۱۶ | ۲۵–۱۶ | ۲۰–۲۵ | ۲۵–۲۰ |       | ۹۵–۷۷   |       |

##### هفته دوم
- میزبان:  والتر پیرمد، لانگ بیچ، کالیفرنیا، ایالات متحدهٔ آمریکا
- میزبان:  سالن ورزشی چستوهووا، لهستان

| تاریخ   | ساعت  |                     | امتیاز |       | ست ۱  | ست ۲  | ست ۳  | ست ۴  | ست ۵ | مجموع  | گزارش |
| ------- | ----- | ------------------- | ------ | ----- | ----- | ----- | ----- | ----- | ---- | ------ | ----- |
| ۰۵ ژوئن | ۲۰:۱۵ | لهستان              | ۳–۱    | ایران | ۲۰–۲۵ | ۲۲–۲۵ | ۲۵–۲۱ | ۲۵–۲۷ |      | ۹۲–۹۸  |       |
| ۰۵ ژوئن | ۱۹:۰۰ | ایالات متحده آمریکا | ۳–۱    | روسیه | ۱۸–۲۵ | ۲۶–۲۴ | ۱۵–۲۵ | ۲۶–۲۸ |      | ۸۵–۱۰۲ |       |
| ۰۶ ژوئن | ۲۰:۱۵ | لهستان              | ۳–۲    | ایران | ۲۵–۲۲ | ۲۲–۲۵ | ۱۶–۲۵ | ۲۵–۲۲ | ۶–۱۵ | ۹۴–۱۰۹ |       |
| ۰۶ ژوئن | ۱۹:۰۰ | ایالات متحده آمریکا | ۳–۰    | روسیه | ۲۳–۲۵ | ۲۱–۲۵ | ۱۶–۲۵ |       |      | ۶۰–۷۵  |       |

##### هفته سوم
- میزبان:  سیرز سنتر، ایالات متحدهٔ آمریکا
- میزبان:  مرکز والیبال کازان، قازان، روسیه

| تاریخ | ساعت  |                     | امتیاز |        | ست ۱  | ست ۲  | ست ۳  | ست ۴  | ست ۵  | مجموع   | گزارش |
| ----- | ----- | ------------------- | ------ | ------ | ----- | ----- | ----- | ----- | ----- | ------- | ----- |
| ۲۸ مه | ۲۰:۲۵ | روسیه               | ۰–۳    | ایران  | ۱۶–۲۵ | ۱۷–۲۵ | ۲۰–۲۵ |       |       | ۵۳–۷۵   | P2 P3 |
| ۲۹ مه | ۲۰:۲۵ | ایالات متحده آمریکا | ۳–۲    | لهستان | ۲۵–۱۹ | ۲۴–۲۶ | ۲۰–۲۵ | ۲۵–۱۹ | ۱۸–۱۶ | ۱۱۲–۱۰۵ | P2 P3 |
| ۳۰ مه | ۱۹:۱۰ | ایالات متحده آمریکا | ۳–۱    | لهستان | ۲۵–۱۹ | ۲۵–۲۲ | ۲۳–۲۵ | ۲۵–۲۳ |       | ۹۸–۸۹   | P2 P3 |
| ۳۱ مه | ۱۶:۱۰ | روسیه               | ۱–۳    | ایران  | ۱۶–۲۵ | ۱۶–۲۵ | ۲۵–۲۰ | ۲۰–۲۵ |       | ۷۷–۹۵   | P2 P3 |

##### هفته چهارم
- میزبان:  مرکز والیبال کازان، قازان، روسیه
- میزبان:  سالن دوازده هزار نفری آزادی، تهران، ایران

| تاریخ   | ساعت  |       | امتیاز |                     | ست ۱  | ست ۲  | ست ۳  | ست ۴  | ست ۵  | مجموع   | گزارش |
| ------- | ----- | ----- | ------ | ------------------- | ----- | ----- | ----- | ----- | ----- | ------- | ----- |
| ۱۹ ژوئن | ۱۸:۱۰ | روسیه | ۱–۳    | لهستان              | ۳۲–۳۰ | ۱۴–۲۵ | ۲۲–۲۵ | ۱۸–۲۵ |       | ۸۶–۱۰۵  | P2 P3 |
| ۱۹ ژوئن | ۲۱:۰۰ | ایران | ۳–۰    | ایالات متحده آمریکا | ۲۵–۱۹ | ۲۹–۲۷ | ۲۵–۲۰ |       |       | ۷۹–۶۶   | P2 P3 |
| ۲۰ ژوئن | ۱۸:۱۰ | روسیه | ۲–۳    | لهستان              | ۲۵–۱۹ | ۲۱–۲۵ | ۲۴–۲۶ | ۲۵–۲۰ | ۱۴–۱۶ | ۱۰۹–۱۰۶ | P2 P3 |
| ۲۱ ژوئن | ۲۱:۰۰ | ایران | ۳–۰    | ایالات متحده آمریکا | ۲۵–۲۰ | ۲۵–۲۱ | ۲۵–۱۹ |       |       | ۷۵–۶۰   | P2 P3 |

##### هفته پنجم
- میزبان:  مجموعهٔ ورزشی یانتارنی، کالینینگراد، روسیه
- میزبان:  سالن دوازده هزار نفری آزادی، تهران، ایران

| تاریخ   | ساعت  |       | امتیاز |                     | ست ۱  | ست ۲  | ست ۳  | ست ۴  | ست ۵  | مجموع  | گزارش |
| ------- | ----- | ----- | ------ | ------------------- | ----- | ----- | ----- | ----- | ----- | ------ | ----- |
| ۲۶ ژوئن | ۱۸:۰۰ | روسیه | ۰–۳    | ایالات متحده آمریکا | ۲۱–۲۵ | ۲۰–۲۵ | ۱۹–۲۵ |       |       | ۶۰–۷۵  | P2 P3 |
| ۲۶ ژوئن | ۲۱:۰۰ | ایران | ۳–۲    | لهستان              | ۲۵–۲۰ | ۲۳–۲۵ | ۲۱–۲۵ | ۲۵–۱۶ | ۱۵–۱۱ | ۱۰۹–۹۷ | P2 P3 |
| ۲۷ ژوئن | ۱۸:۰۰ | روسیه | ۱–۳    | ایالات متحده آمریکا | ۲۳–۲۵ | ۲۵–۱۹ | ۲۳–۲۵ | ۱۸–۲۵ |       | ۸۹–۹۴  | P2 P3 |
| ۲۸ ژوئن | ۲۱:۰۰ | ایران | ۱–۳    | لهستان              | ۲۵–۲۳ | ۲۰–۲۵ | ۲۰–۲۵ | ۱۹–۲۵ |       | ۸۴–۹۸  | P2 P3 |

##### هفته ششم
- میزبان:  سالن دوازده هزار نفری آزادی، تهران، ایران
- میزبان:  کراکوف آرنا، کراکوف، لهستان

| تاریخ    | ساعت  |        | امتیاز |                     | ست ۱  | ست ۲  | ست ۳  | ست ۴  | ست ۵  | مجموع   | گزارش |
| -------- | ----- | ------ | ------ | ------------------- | ----- | ----- | ----- | ----- | ----- | ------- | ----- |
| ۰۳ ژوئیه | ۲۱:۰۰ | ایران  | ۳–۰    | روسیه               | ۲۵–۲۱ | ۲۵–۲۱ | ۲۵–۲۱ |       |       | ۷۵–۶۳   | P2 P3 |
| ۰۳ ژوئیه | ۲۰:۲۵ | لهستان | ۳–۲    | ایالات متحده آمریکا | ۱۹–۲۵ | ۲۵–۲۲ | ۲۱–۲۵ | ۲۵–۲۰ | ۱۵–۱۲ | ۱۰۵–۱۰۴ | P2 P3 |
| ۰۴ ژوئیه | ۲۱:۰۰ | ایران  | ۱–۳    | روسیه               | ۲۳–۲۵ | ۲۵–۱۹ | ۱۸–۲۵ | ۲۱–۲۵ |       | ۸۷–۹۴   | P2 P3 |
| ۰۴ ژوئیه | ۲۰:۲۵ | لهستان | ۱–۳    | ایالات متحده آمریکا | ۲۰–۲۵ | ۲۱–۲۵ | ۲۵–۲۲ | ۲۳–۲۵ |       | ۸۹–۹۷   | P2 P3 |

### گروه ۲
- مرحلهٔ نهایی گروه ۲ در بلغارستان برگزار می‌شود و برندگان گروه‌های D و C و E به این مرحله صعود می‌کنند. اگر بلغارستان در گروه خودش اول شود، تیم دوم هم صعود خواهد کرد.

|  | انتخاب شده برای دور نهایی گروه ۲           |
|  | انتخاب شده به‌دلیل میزبانی دور نهایی گروه ۲ |
|  | سقوط به گروه ۳                             |

#### گلدان C
|      |           |          | مسابقات | مسابقات | ست‌ها | ست‌ها | ست‌ها  | امتیازها | امتیازها | امتیازها |
| رتبه | تیم       | امتیازها | برد     | باخت    | برد  | باخت | نسبت  | برد      | باخت     | نسبت     |
| ---- | --------- | -------- | ------- | ------- | ---- | ---- | ----- | -------- | -------- | -------- |
| ۱    | بلغارستان | ۲۱       | ۸       | ۴       | ۲۷   | ۲۱   | ۱٫۲۸۶ | ۱٬۰۶۷    | ۱٬۰۷۴    | ۰٫۹۹۳    |
| ۲    | آرژانتین  | ۲۱       | ۷       | ۵       | ۲۶   | ۲۱   | ۱٫۲۳۸ | ۱٬۰۶۸    | ۹۸۰      | ۱٫۰۹۰    |
| ۳    | کانادا    | ۲۳       | ۶       | ۶       | ۲۹   | ۲۱   | ۱٫۳۸۱ | ۱٬۰۹۷    | ۱۰۷۴     | ۱٫۰۲۱    |
| ۴    | کوبا      | ۷        | ۳       | ۹       | ۱۳   | ۳۲   | ۰٫۴۰۶ | ۹۴۴      | ۱۰۴۸     | ۰٫۹۰۱    |

##### هفته اول
- میزبان:  استمپید کورال، کلگری، کانادا

| تاریخ | ساعت  |        | امتیاز |      | ست ۱  | ست ۲  | ست ۳  | ست ۴ | ست ۵ | مجموع | گزارش |
| ----- | ----- | ------ | ------ | ---- | ----- | ----- | ----- | ---- | ---- | ----- | ----- |
| ۱۶ مه | ۱۹:۱۰ | کانادا | ۳–۰    | کوبا | ۲۵–۲۰ | ۲۵–۱۹ | ۲۶–۲۴ |      |      | ۷۶–۶۳ | P2 P3 |
| ۱۷ مه | ۱۹:۱۰ | کانادا | ۳–۰    | کوبا | ۲۶–۲۴ | ۲۵–۱۹ | ۲۵–۲۱ |      |      | ۷۶–۶۴ | P2 P3 |

##### هفته دوم
- میزبان:  کاخ فرهنگ و ورزش، وارنا، بلغارستان
- میزبان:  گوستاوو توریتو رودریگز، سان مارتین، آرژانتین

| تاریخ | ساعت  |           | امتیاز |        | ست ۱  | ست ۲  | ست ۳  | ست ۴  | ست ۵ | مجموع  | گزارش |
| ----- | ----- | --------- | ------ | ------ | ----- | ----- | ----- | ----- | ---- | ------ | ----- |
| ۲۹ مه | ۲۲:۱۰ | آرژانتین  | ۳–۰    | کوبا   | ۲۵–۱۸ | ۲۵–۱۹ | ۲۵–۱۸ |       |      | ۷۵–۵۵  | P2 P3 |
| ۳۰ مه | ۱۷:۴۰ | بلغارستان | ۱–۳    | کانادا | ۲۰–۲۵ | ۱۹–۲۵ | ۲۵–۲۲ | ۲۱–۲۵ |      | ۸۵–۹۷  | P2 P3 |
| ۳۰ مه | ۲۱:۱۰ | آرژانتین  | ۲–۳    | کوبا   | ۲۵–۱۷ | ۱۷–۲۵ | ۲۱–۲۵ | ۲۵–۱۶ | ۹–۱۵ | ۹۷–۹۸  | P2 P3 |
| ۳۱ مه | ۲۰:۴۰ | بلغارستان | ۳–۲    | کانادا | ۲۱–۲۵ | ۲۳–۲۵ | ۲۵–۲۳ | ۲۵–۱۴ | ۱۵–۹ | ۱۰۹–۹۶ | P2 P3 |

##### هفته سوم
- میزبان:  اسکوشیا بانک، هلیفکس، نوا اسکوشیا، کانادا
- میزبان:  سیوداد دپورتیوا، هاوانا، کوبا

| تاریخ   | ساعت  |        | امتیاز |           | ست ۱  | ست ۲  | ست ۳  | ست ۴  | ست ۵  | مجموع   | گزارش |
| ------- | ----- | ------ | ------ | --------- | ----- | ----- | ----- | ----- | ----- | ------- | ----- |
| ۰۵ ژوئن | ۲۰:۱۰ | کانادا | ۳–۰    | آرژانتین  | ۲۵–۲۲ | ۲۷–۲۵ | ۲۵–۱۹ |       |       | ۷۷–۶۶   | P2 P3 |
| ۰۵ ژوئن | ۲۰:۴۰ | کوبا   | ۱–۳    | بلغارستان | ۱۹–۲۵ | ۲۱–۲۵ | ۲۶–۲۴ | ۲۳–۲۵ |       | ۸۹–۹۹   | P2 P3 |
| ۰۶ ژوئن | ۱۸:۴۰ | کانادا | ۲–۳    | آرژانتین  | ۲۵–۲۳ | ۲۲–۲۵ | ۲۵–۲۱ | ۱۹–۲۵ | ۱۰–۱۵ | ۱۰۱–۱۰۹ | P2 P3 |
| ۰۶ ژوئن | ۲۰:۴۰ | کوبا   | ۱–۳    | بلغارستان | ۲۵–۱۸ | ۲۰–۲۵ | ۲۴–۲۶ | ۲۳–۲۵ |       | ۹۲–۹۴   | P2 P3 |

##### هفته چهارم
- میزبان:  کنسلیدیتد، کانادا
- میزبان:  سیوداد دپورتیوا، هاوانا، کوبا

| تاریخ   | ساعت  |        | امتیاز |           | ست ۱  | ست ۲  | ست ۳  | ست ۴  | ست ۵  | مجموع   | گزارش |
| ------- | ----- | ------ | ------ | --------- | ----- | ----- | ----- | ----- | ----- | ------- | ----- |
| ۱۲ ژوئن | ۲۰:۱۰ | کانادا | ۲–۳    | بلغارستان | ۲۵–۲۰ | ۱۹–۲۵ | ۲۵–۲۲ | ۲۵–۲۷ | ۱۲–۱۵ | ۱۰۶–۱۰۹ | P2 P3 |
| ۱۲ ژوئن | ۲۰:۴۰ | کوبا   | ۳–۱    | آرژانتین  | ۲۵–۲۰ | ۲۵–۲۱ | ۲۰–۲۵ | ۲۵–۲۱ |       | ۹۵–۸۷   | P2 P3 |
| ۱۳ ژوئن | ۲۰:۱۰ | کانادا | ۳–۱    | بلغارستان | ۲۵–۱۸ | ۲۵–۱۹ | ۲۱–۲۵ | ۲۵–۲۰ |       | ۹۶–۸۲   | P2 P3 |
| ۱۳ ژوئن | ۲۰:۴۰ | کوبا   | ۰–۳    | آرژانتین  | ۲۳–۲۵ | ۱۸–۲۵ | ۲۱–۲۵ |       |       | ۶۲–۷۵   | P2 P3 |

##### هفته پنجم
- میزبان:  سیوداد دپورتیوا، هاوانا، کوبا
- میزبان:  دلمی، سالتا، آرژانتین

| تاریخ   | ساعت  |          | امتیاز |           | ست ۱  | ست ۲  | ست ۳  | ست ۴  | ست ۵  | مجموع   | گزارش |
| ------- | ----- | -------- | ------ | --------- | ----- | ----- | ----- | ----- | ----- | ------- | ----- |
| ۱۹ ژوئن | ۲۰:۴۰ | کوبا     | ۱–۳    | کانادا    | ۱۴–۲۵ | ۲۵–۲۰ | ۲۱–۲۵ | ۲۱–۲۵ |       | ۸۱–۹۵   | P2 P3 |
| ۲۰ ژوئن | ۱۸:۴۰ | آرژانتین | ۲–۳    | بلغارستان | ۲۴–۲۶ | ۲۵–۲۲ | ۲۴–۲۶ | ۲۵–۱۶ | ۱۶–۱۸ | ۱۱۴–۱۰۸ | P2 P3 |
| ۲۰ ژوئن | ۲۰:۴۰ | کوبا     | ۳–۲    | کانادا    | ۱۷–۲۵ | ۲۰–۲۵ | ۲۵–۲۳ | ۲۵–۱۹ | ۱۵–۱۲ | ۱۰۲–۱۰۴ | P2 P3 |
| ۲۱ ژوئن | ۱۸:۴۰ | آرژانتین | ۳–۰    | بلغارستان | ۲۵–۱۹ | ۲۵–۱۹ | ۲۵–۱۶ |       |       | ۷۵–۵۴   | P2 P3 |

##### هفته ششم
- میزبان:  کاخ فرهنگ و ورزش، وارنا، بلغارستان
- میزبان:  آرژانتین

| تاریخ   | ساعت  |           | امتیاز |        | ست ۱  | ست ۲  | ست ۳  | ست ۴  | ست ۵ | مجموع  | گزارش |
| ------- | ----- | --------- | ------ | ------ | ----- | ----- | ----- | ----- | ---- | ------ | ----- |
| ۲۶ ژوئن | ۱۸:۴۰ | آرژانتین  | ۳–۱    | کانادا | ۲۵–۱۷ | ۱۸–۲۵ | ۲۵–۱۴ | ۲۵–۲۱ |      | ۹۳–۷۷  | P2 P3 |
| ۲۷ ژوئن | ۱۸:۴۰ | آرژانتین  | ۳–۲    | کانادا | ۲۳–۲۵ | ۲۵–۱۵ | ۲۱–۲۵ | ۲۷–۲۵ | ۱۵–۶ | ۱۱۱–۹۶ | P2 P3 |
| ۲۷ ژوئن | ۲۰:۵۵ | بلغارستان | ۳–۰    | کوبا   | ۲۵–۲۳ | ۲۵–۱۶ | ۲۶–۲۴ |       |      | ۷۶–۶۳  | P2 P3 |
| ۲۸ ژوئن | ۲۰:۵۵ | بلغارستان | ۳–۱    | کوبا   | ۲۵–۱۹ | ۲۵–۱۹ | ۱۹–۲۵ | ۲۵–۱۷ |      | ۹۴–۸۰  | P2 P3 |

##### هفته هفتم
- میزبان:  کاخ فرهنگ و ورزش، وارنا، بلغارستان

| تاریخ    | ساعت  |           | امتیاز |          | ست ۱  | ست ۲  | ست ۳  | ست ۴  | ست ۵ | مجموع | گزارش |
| -------- | ----- | --------- | ------ | -------- | ----- | ----- | ----- | ----- | ---- | ----- | ----- |
| ۰۴ ژوئیه | ۲۰:۵۵ | بلغارستان | ۳–۰    | آرژانتین | ۲۷–۲۵ | ۲۵–۲۰ | ۲۵–۲۲ |       |      | ۷۷–۶۷ | P2 P3 |
| ۰۵ ژوئیه | ۲۰:۵۵ | بلغارستان | ۱–۳    | آرژانتین | ۱۹–۲۵ | ۲۶–۲۴ | ۱۷–۲۵ | ۱۸–۲۵ |      | ۸۰–۹۹ | P2 P3 |

#### گلدان D
|      |           |          | مسابقات | مسابقات | ست‌ها | ست‌ها | ست‌ها  | امتیازها | امتیازها | امتیازها |
| رتبه | تیم       | امتیازها | برد     | باخت    | برد  | باخت | نسبت  | برد      | باخت     | نسبت     |
| ---- | --------- | -------- | ------- | ------- | ---- | ---- | ----- | -------- | -------- | -------- |
| ۱    | فرانسه    | ۳۵       | ۱۲      | ۰       | ۳۶   | ۵    | ۷٫۲۰۰ | ۱٬۰۱۷    | ۸۲۱      | ۱٫۲۳۹    |
| ۲    | ژاپن      | ۱۷       | ۵       | ۷       | ۱۹   | ۲۳   | ۰٫۸۲۶ | ۹۱۴      | ۹۴۶      | ۰٫۹۶۶    |
| ۳    | چک        | ۱۲       | ۵       | ۷       | ۱۸   | ۲۸   | ۰٫۶۴۳ | ۹۸۴      | ۱۰۶۸     | ۰٫۹۲۱    |
| ۴    | کرهٔ جنوبی | ۸        | ۲       | ۱۰      | ۱۴   | ۳۱   | ۰٫۴۵۲ | ۹۶۲      | ۱۰۴۲     | ۰٫۹۲۳    |

##### هفته اول
- میزبان:  یومیو، گوانگجو، کرهٔ جنوبی
- میزبان:  مموتارو آرنا، اوکایاما، ژاپن

| تاریخ | ساعت  |           | امتیاز |        | ست ۱  | ست ۲  | ست ۳  | ست ۴  | ست ۵  | مجموع   | گزارش |
| ----- | ----- | --------- | ------ | ------ | ----- | ----- | ----- | ----- | ----- | ------- | ----- |
| ۳۰ مه | ۱۴:۱۰ | کرهٔ جنوبی | ۱–۳    | فرانسه | ۳۰–۲۸ | ۲۳–۲۵ | ۱۸–۲۵ | ۱۶–۲۵ |       | ۸۷–۱۰۳  | P2 P3 |
| ۳۰ مه | ۱۴:۱۰ | ژاپن      | ۳–۱    | چک     | ۲۱–۲۵ | ۲۵–۱۸ | ۲۵–۲۲ | ۲۵–۲۰ |       | ۹۶–۸۵   | P2 P3 |
| ۳۱ مه | ۱۴:۱۰ | کرهٔ جنوبی | ۰–۳    | فرانسه | ۱۷–۲۵ | ۲۱–۲۵ | ۲۱–۲۵ |       |       | ۵۹–۷۵   | P2 P3 |
| ۳۱ مه | ۱۴:۱۰ | ژاپن      | ۲–۳    | چک     | ۲۵–۲۲ | ۲۵–۲۰ | ۲۴–۲۶ | ۲۳–۲۵ | ۱۱–۱۵ | ۱۰۸–۱۰۸ | P2 P3 |

##### هفته دوم
- میزبان:  ورزشگاه سوون، سوون، کرهٔ جنوبی
- میزبان:  شیمادزو آرنا، کیوتو، ژاپن

| تاریخ   | ساعت  |           | امتیاز |        | ست ۱  | ست ۲  | ست ۳  | ست ۴  | ست ۵  | مجموع   | گزارش |
| ------- | ----- | --------- | ------ | ------ | ----- | ----- | ----- | ----- | ----- | ------- | ----- |
| ۰۶ ژوئن | ۱۴:۱۰ | کرهٔ جنوبی | ۲–۳    | چک     | ۲۵–۲۰ | ۱۹–۲۵ | ۲۵–۱۸ | ۲۰–۲۵ | ۱۲–۱۵ | ۱۰۱–۱۰۳ | P2 P3 |
| ۰۶ ژوئن | ۱۴:۱۰ | ژاپن      | ۰–۳    | فرانسه | ۱۲–۲۵ | ۱۴–۲۵ | ۲۶–۲۸ |       |       | ۵۲–۷۸   | P2 P3 |
| ۰۷ ژوئن | ۱۴:۱۰ | کرهٔ جنوبی | ۳–۱    | چک     | ۲۷–۲۹ | ۲۵–۱۸ | ۲۵–۲۰ | ۲۵–۲۱ |       | ۱۰۲–۸۸  | P2 P3 |
| ۰۷ ژوئن | ۱۴:۱۰ | ژاپن      | ۰–۳    | فرانسه | ۱۵–۲۵ | ۱۸–۲۵ | ۲۳–۲۵ |       |       | ۵۶–۷۵   | P2 P3 |

##### هفته سوم
- میزبان:  مجموعه ورزشی هواسئونگ، هواسئونگ، گیونگی-دو، کرهٔ جنوبی
- میزبان:  پواتیه، فرانسه
- میزبان:  تورکوآن، فرانسه

| تاریخ   | ساعت  |           | امتیاز |      | ست ۱  | ست ۲  | ست ۳  | ست ۴  | ست ۵ | مجموع | گزارش |
| ------- | ----- | --------- | ------ | ---- | ----- | ----- | ----- | ----- | ---- | ----- | ----- |
| ۱۲ ژوئن | ۲۰:۰۰ | فرانسه    | ۳–۰    | چک   | ۲۵–۱۵ | ۲۵–۲۳ | ۲۵–۱۱ |       |      | ۷۵–۴۹ | P2 P3 |
| ۱۳ ژوئن | ۱۴:۱۰ | کرهٔ جنوبی | ۱–۳    | ژاپن | ۲۰–۲۵ | ۲۵–۲۰ | ۲۱–۲۵ | ۱۹–۲۵ |      | ۸۵–۹۵ | P2 P3 |
| ۱۴ ژوئن | ۱۴:۱۰ | کرهٔ جنوبی | ۳–۰    | ژاپن | ۲۵–۲۰ | ۲۵–۲۱ | ۲۵–۱۸ |       |      | ۷۵–۵۹ | P2 P3 |
| ۱۴ ژوئن | ۱۷:۰۰ | فرانسه    | ۳–۰    | چک   | ۲۷–۲۵ | ۲۶–۲۴ | ۲۵–۲۲ |       |      | ۷۸–۷۱ | P2 P3 |

##### هفته چهارم
- میزبان:  بودوار، چسکه بودیوویتسه، جمهوری چک
- میزبان:  سالن تربیت بدنی مرکزی اوساکا، اوساکا، ژاپن

| تاریخ   | ساعت  |      | امتیاز |           | ست ۱  | ست ۲  | ست ۳  | ست ۴  | ست ۵ | مجموع | گزارش |
| ------- | ----- | ---- | ------ | --------- | ----- | ----- | ----- | ----- | ---- | ----- | ----- |
| ۱۹ ژوئن | ۱۸:۱۰ | چک   | ۰–۳    | فرانسه    | ۱۸–۲۵ | ۲۰–۲۵ | ۲۴–۲۶ |       |      | ۶۲–۷۶ | P2 P3 |
| ۲۰ ژوئن | ۱۴:۲۰ | ژاپن | ۳–۰    | کرهٔ جنوبی | ۲۵–۱۷ | ۲۵–۱۷ | ۲۵–۱۷ |       |      | ۷۵–۵۱ | P2 P3 |
| ۲۰ ژوئن | ۱۸:۱۰ | چک   | ۱–۳    | فرانسه    | ۱۷–۲۵ | ۲۵–۲۳ | ۲۲–۲۵ | ۱۴–۲۵ |      | ۷۸–۹۸ | P2 P3 |
| ۲۱ ژوئن | ۱۳:۱۰ | ژاپن | ۳–۰    | کرهٔ جنوبی | ۲۵–۲۱ | ۲۵–۲۰ | ۲۵–۱۸ |       |      | ۷۵–۵۹ | P2 P3 |

##### هفته پنجم
- میزبان:  تیپ اسپورت، لیبرتس، جمهوری چک
- میزبان::  تور، فرانسه
- میزبان::  روان، فرانسه

| تاریخ   | ساعت  |        | امتیاز |           | ست ۱  | ست ۲  | ست ۳  | ست ۴  | ست ۵  | مجموع   | گزارش |
| ------- | ----- | ------ | ------ | --------- | ----- | ----- | ----- | ----- | ----- | ------- | ----- |
| ۲۵ ژوئن | ۲۰:۰۰ | فرانسه | ۳–۰    | ژاپن      | ۲۵–۲۰ | ۲۵–۱۹ | ۲۵–۲۱ |       |       | ۷۵–۶۰   | P2 P3 |
| ۲۶ ژوئن | ۱۸:۱۰ | چک     | ۳–۲    | کرهٔ جنوبی | ۲۵–۲۲ | ۱۶–۲۵ | ۱۶–۲۵ | ۲۵–۲۳ | ۱۵–۱۲ | ۹۷–۱۰۷  | P2 P3 |
| ۲۷ ژوئن | ۱۸:۱۰ | چک     | ۳–۱    | کرهٔ جنوبی | ۳۰–۲۸ | ۲۵–۱۸ | ۱۸–۲۵ | ۲۵–۲۱ |       | ۹۸–۹۲   | P2 P3 |
| ۲۷ ژوئن | ۲۰:۰۰ | فرانسه | ۳–۲    | ژاپن      | ۲۳–۲۵ | ۲۲–۲۵ | ۲۵–۲۰ | ۲۵–۲۳ | ۱۵–۱۰ | ۱۱۰–۱۰۳ | P2 P3 |

##### هفته ششم
- میزبان:  اوپاوا اسپورت هال، اوپاوا، جمهوری چک
- میزبان:  فرانسه

| تاریخ    | ساعت  |        | امتیاز |           | ست ۱  | ست ۲  | ست ۳  | ست ۴  | ست ۵ | مجموع | گزارش |
| -------- | ----- | ------ | ------ | --------- | ----- | ----- | ----- | ----- | ---- | ----- | ----- |
| ۰۲ ژوئیه | ۲۰:۰۰ | فرانسه | ۳–۰    | کرهٔ جنوبی | ۲۶–۲۴ | ۲۵–۱۸ | ۲۵–۲۱ |       |      | ۷۶–۶۳ | P2 P3 |
| ۰۳ ژوئیه | ۱۸:۱۰ | چک     | ۰–۳    | ژاپن      | ۲۱–۲۵ | ۲۱–۲۵ | ۲۳–۲۵ |       |      | ۶۵–۷۵ | P2 P3 |
| ۰۴ ژوئیه | ۱۸:۱۰ | چک     | ۳–۰    | ژاپن      | ۲۵–۱۹ | ۳۰–۲۸ | ۲۵–۱۳ |       |      | ۸۰–۶۰ | P2 P3 |
| ۰۴ ژوئیه | ۲۰:۰۰ | فرانسه | ۳–۱    | کرهٔ جنوبی | ۲۳–۲۵ | ۲۵–۲۳ | ۲۵–۱۸ | ۲۵–۱۵ |      | ۹۸–۸۱ | P2 P3 |

#### گلدان E
|      |        |          | مسابقات | مسابقات | ست‌ها | ست‌ها | ست‌ها  | امتیازها | امتیازها | امتیازها |
| رتبه | تیم    | امتیازها | برد     | باخت    | برد  | باخت | نسبت  | برد      | باخت     | نسبت     |
| ---- | ------ | -------- | ------- | ------- | ---- | ---- | ----- | -------- | -------- | -------- |
| ۱    | بلژیک  | ۲۷       | ۱۰      | ۲       | ۳۲   | ۱۷   | ۱٫۸۸۲ | ۱٬۱۵۰    | ۱٬۰۲۴    | ۱٫۱۲۳    |
| ۲    | هلند   | ۲۶       | ۹       | ۳       | ۳۱   | ۱۷   | ۱٫۸۲۴ | ۱٬۰۷۱    | ۹۹۵      | ۱٫۰۷۶    |
| ۳    | فنلاند | ۱۴       | ۴       | ۸       | ۲۱   | ۲۸   | ۰٫۷۵۰ | ۱٬۰۴۴    | ۱۱۱۹     | ۰٫۹۳۳    |
| ۴    | پرتغال | ۵        | ۱       | ۱۱      | ۱۳   | ۳۵   | ۰٫۳۷۱ | ۱٬۰۰۷    | ۱٬۱۳۴    | ۰٫۸۸۸    |

##### هفته اول
- میزبان:  مرکز ورزشی کنگرهٔ ماتوسینوس، ماتوسینوس، پرتغال

| تاریخ | ساعت  |        | امتیاز |      | ست ۱  | ست ۲  | ست ۳  | ست ۴  | ست ۵  | مجموع   | گزارش |
| ----- | ----- | ------ | ------ | ---- | ----- | ----- | ----- | ----- | ----- | ------- | ----- |
| ۱۶ مه | ۱۵:۰۰ | پرتغال | ۱–۳    | هلند | ۲۵–۲۳ | ۲۰–۲۵ | ۲۱–۲۵ | ۲۰–۲۵ |       | ۸۶–۹۸   | P2 P3 |
| ۱۷ مه | ۱۵:۰۰ | پرتغال | ۲–۳    | هلند | ۲۵–۱۷ | ۱۸–۲۵ | ۲۶–۲۴ | ۲۱–۲۵ | ۱۲–۱۵ | ۱۰۲–۱۰۶ | P2 P3 |

##### هفته دوم
- میزبان:  استادیوم تامپره، تامپره، فنلاند

| تاریخ | ساعت  |        | امتیاز |       | ست ۱  | ست ۲  | ست ۳  | ست ۴  | ست ۵  | مجموع   | گزارش |
| ----- | ----- | ------ | ------ | ----- | ----- | ----- | ----- | ----- | ----- | ------- | ----- |
| ۲۳ مه | ۱۷:۱۰ | فنلاند | ۲–۳    | بلژیک | ۲۰–۲۵ | ۲۸–۳۰ | ۲۵–۲۰ | ۲۵–۲۳ | ۷–۱۵  | ۱۰۵–۱۱۳ | P2 P3 |
| ۲۴ مه | ۱۷:۱۰ | فنلاند | ۲–۳    | بلژیک | ۳۱–۲۹ | ۲۰–۲۵ | ۲۵–۲۳ | ۲۱–۲۵ | ۱۱–۱۵ | ۱۰۸–۱۱۷ | P2 P3 |

##### هفته سوم
- میزبان:  دانشگاه ورزشی لانگه مونته، کورتریک، بلژیک

| تاریخ | ساعت  |       | امتیاز |        | ست ۱  | ست ۲  | ست ۳  | ست ۴  | ست ۵ | مجموع  | گزارش |
| ----- | ----- | ----- | ------ | ------ | ----- | ----- | ----- | ----- | ---- | ------ | ----- |
| ۳۰ مه | ۲۰:۱۰ | بلژیک | ۳–۱    | فنلاند | ۲۵–۱۸ | ۲۰–۲۵ | ۲۶–۲۴ | ۲۵–۱۴ |      | ۹۶–۸۱  | P2 P3 |
| ۳۱ مه | ۱۶:۱۰ | بلژیک | ۳–۱    | فنلاند | ۲۹–۲۷ | ۲۳–۲۵ | ۲۵–۱۶ | ۲۵–۱۰ |      | ۱۰۲–۷۸ | P2 P3 |

##### هفته چهارم
- میزبان:  واسا آرنا، واسا، فنلاند
- میزبان:  ماسپورت، سرتوخن‌بوس، هلند

| تاریخ   | ساعت  |        | امتیاز |        | ست ۱  | ست ۲  | ست ۳  | ست ۴  | ست ۵ | مجموع  | گزارش |
| ------- | ----- | ------ | ------ | ------ | ----- | ----- | ----- | ----- | ---- | ------ | ----- |
| ۰۵ ژوئن | ۱۸:۴۰ | فنلاند | ۳–۰    | پرتغال | ۲۵–۱۹ | ۲۵–۲۳ | ۲۵–۲۲ |       |      | ۷۵–۶۴  | P2 P3 |
| ۰۶ ژوئن | ۱۷:۱۰ | هلند   | ۳–۲    | بلژیک  | ۲۵–۲۱ | ۲۵–۱۸ | ۱۴–۲۵ | ۲۲–۲۵ | ۱۵–۹ | ۱۰۱–۹۸ | P2 P3 |
| ۰۶ ژوئن | ۱۸:۴۰ | فنلاند | ۳–۱    | پرتغال | ۲۵–۲۳ | ۲۸–۳۰ | ۲۵–۱۴ | ۲۵–۲۳ |      | ۱۰۳–۹۰ | P2 P3 |
| ۰۷ ژوئن | ۱۵:۱۰ | هلند   | ۰–۳    | بلژیک  | ۱۲–۲۵ | ۱۷–۲۵ | ۱۴–۲۵ |       |      | ۴۳–۷۵  | P2 P3 |

##### هفته پنجم
- میزبان:  اتیاس لیژ، لیژ، بلژیک
- میزبان:  مرکز ورزشی آلمره، آلمیره، هلند

| تاریخ   | ساعت  |       | امتیاز |        | ست ۱  | ست ۲  | ست ۳  | ست ۴  | ست ۵  | مجموع   | گزارش |
| ------- | ----- | ----- | ------ | ------ | ----- | ----- | ----- | ----- | ----- | ------- | ----- |
| ۱۳ ژوئن | ۱۷:۱۰ | هلند  | ۳–۰    | فنلاند | ۲۵–۲۰ | ۲۵–۱۴ | ۲۵–۱۸ |       |       | ۷۵–۵۲   | P2 P3 |
| ۱۳ ژوئن | ۲۰:۱۰ | بلژیک | ۳–۰    | پرتغال | ۲۵–۱۶ | ۲۵–۲۱ | ۲۵–۲۳ |       |       | ۷۵–۶۰   | P2 P3 |
| ۱۴ ژوئن | ۱۵:۱۰ | هلند  | ۳–۱    | فنلاند | ۲۲–۲۵ | ۲۵–۲۰ | ۲۵–۱۴ | ۲۵–۱۹ |       | ۹۷–۷۸   | P2 P3 |
| ۱۴ ژوئن | ۱۶:۱۰ | بلژیک | ۳–۲    | پرتغال | ۲۵–۱۳ | ۲۵–۲۷ | ۳۰–۲۸ | ۲۳–۲۵ | ۱۵–۱۳ | ۱۱۸–۱۰۶ | P2 P3 |

##### هفته ششم
- میزبان:  مارتینی پلازا، گرونینگن، هلند

| تاریخ   | ساعت  |      | امتیاز |        | ست ۱  | ست ۲  | ست ۳  | ست ۴  | ست ۵  | مجموع   | گزارش |
| ------- | ----- | ---- | ------ | ------ | ----- | ----- | ----- | ----- | ----- | ------- | ----- |
| ۱۹ ژوئن | ۱۹:۱۰ | هلند | ۳–۰    | پرتغال | ۲۵–۱۸ | ۲۵–۲۱ | ۲۵–۲۳ |       |       | ۷۵–۶۲   | P2 P3 |
| ۲۰ ژوئن | ۱۷:۱۰ | هلند | ۲–۳    | پرتغال | ۲۵–۱۵ | ۲۱–۲۵ | ۲۳–۲۵ | ۲۵–۲۱ | ۱۱–۱۵ | ۱۰۵–۱۰۱ | P2 P3 |

##### هفته هفتم
- میزبان:  انرژی آرنا، وانتا، فنلاند
- میزبان:  تالار ورزشی شهرداری پووا دوارزیم، پووا دوارزیم، پرتغال

| تاریخ   | ساعت  |        | امتیاز |       | ست ۱  | ست ۲  | ست ۳  | ست ۴  | ست ۵  | مجموع  | گزارش |
| ------- | ----- | ------ | ------ | ----- | ----- | ----- | ----- | ----- | ----- | ------ | ----- |
| ۲۶ ژوئن | ۱۸:۴۰ | فنلاند | ۰–۳    | هلند  | ۱۵–۲۵ | ۲۰–۲۵ | ۲۶–۲۸ |       |       | ۶۱–۷۸  | P2 P3 |
| ۲۷ ژوئن | ۱۷:۱۰ | فنلاند | ۲–۳    | هلند  | ۱۸–۲۵ | ۲۵–۲۰ | ۲۵–۱۸ | ۱۸–۲۵ | ۱۳–۱۵ | ۹۹–۱۰۳ | P2 P3 |
| ۲۷ ژوئن | ۱۷:۰۰ | پرتغال | ۱–۳    | بلژیک | ۲۵–۲۲ | ۱۷–۲۵ | ۲۲–۲۵ | ۲۱–۲۵ |       | ۸۵–۹۷  | P2 P3 |
| ۲۸ ژوئن | ۱۷:۰۰ | پرتغال | ۰–۳    | بلژیک | ۲۶–۲۸ | ۲۳–۲۵ | ۱۸–۲۵ |       |       | ۶۷–۷۸  | P2 P3 |

##### هفته هشتم
- میزبان:  لوتو آرنا، آنتورپ، بلژیک
- میزبان:  تالار ورزشی شهرداری پووا دوارزیم، پووا دوارزیم، پرتغال

| تاریخ    | ساعت  |        | امتیاز |        | ست ۱  | ست ۲  | ست ۳  | ست ۴  | ست ۵  | مجموع   | گزارش |
| -------- | ----- | ------ | ------ | ------ | ----- | ----- | ----- | ----- | ----- | ------- | ----- |
| ۰۳ ژوئیه | ۲۰:۱۰ | بلژیک  | ۳–۲    | هلند   | ۲۲–۲۵ | ۲۵–۲۰ | ۲۳–۲۵ | ۳۳–۳۱ | ۱۶–۱۴ | ۱۱۹–۱۱۵ | P2 P3 |
| ۰۴ ژوئیه | ۱۷:۰۰ | پرتغال | ۲–۳    | فنلاند | ۱۷–۲۵ | ۲۵–۲۲ | ۱۷–۲۵ | ۲۶–۲۴ | ۱۳–۱۵ | ۹۸–۱۱۱  | P2 P3 |
| ۰۴ ژوئیه | ۲۰:۱۰ | بلژیک  | ۰–۳    | هلند   | ۲۳–۲۵ | ۲۲–۲۵ | ۱۷–۲۵ |       |       | ۶۲–۷۵   | P2 P3 |
| ۰۵ ژوئیه | ۱۷:۰۰ | پرتغال | ۱–۳    | فنلاند | ۱۸–۲۵ | ۲۰–۲۵ | ۲۵–۱۸ | ۲۳–۲۵ |       | ۸۶–۹۳   | P2 P3 |

### گروه ۳
- بازی‌های مرحلهٔ نهایی گروه ۳ در اسلواکی برگزار می‌شود. تیم اول گروه‌های F و G و H به مرحلهٔ بعد گروه ۳ صعود خواهند کرد. اگر اسلواکی در گروه G اول شود، تیم دوم گروه نیز صعود خواهد کرد.

|  | انتخاب شده برای دور نهایی گروه ۳           |
|  | انتخاب شده به‌دلیل میزبانی دور نهایی گروه ۳ |

#### گلدان F
|      |           |          | مسابقات | مسابقات | ست‌ها | ست‌ها | ست‌ها  | امتیازها | امتیازها | امتیازها |
| رتبه | تیم       | امتیازها | برد     | باخت    | برد  | باخت | نسبت  | برد      | باخت     | نسبت     |
| ---- | --------- | -------- | ------- | ------- | ---- | ---- | ----- | -------- | -------- | -------- |
| ۱    | مونته‌نگرو | ۱۶       | ۵       | ۱       | ۱۷   | ۵    | ۳٫۴۰۰ | ۵۳۲      | ۴۷۷      | ۱٫۱۱۵    |
| ۲    | ترکیه     | ۱۳       | ۵       | ۱       | ۱۶   | ۸    | ۲٫۰۰۰ | ۵۶۲      | ۴۹۴      | ۱٫۱۳۸    |
| ۳    | پورتوریکو | ۴        | ۱       | ۵       | ۷    | ۱۶   | ۰٫۴۳۸ | ۴۶۸      | ۵۴۲      | ۰٫۸۶۳    |
| ۴    | تونس      | ۳        | ۱       | ۵       | ۵    | ۱۶   | ۰٫۳۱۳ | ۴۵۰      | ۴۹۷      | ۰٫۹۰۵    |

##### هفته پنجم
- میزبان:  مرکز ورزشی موراشا، پودگوریتسا، مونته‌نگرو

| تاریخ   | ساعت  |           | امتیاز |           | ست ۱  | ست ۲  | ست ۳  | ست ۴  | ست ۵  | مجموع  | گزارش |
| ------- | ----- | --------- | ------ | --------- | ----- | ----- | ----- | ----- | ----- | ------ | ----- |
| ۱۲ ژوئن | ۱۷:۰۰ | پورتوریکو | ۲–۳    | ترکیه     | ۱۸–۲۵ | ۲۶–۲۴ | ۲۰–۲۵ | ۲۵–۲۱ | ۱۰–۱۵ | ۹۹–۱۱۰ | P2 P3 |
| ۱۲ ژوئن | ۲۰:۰۰ | مونته‌نگرو | ۳–۰    | تونس      | ۲۵–۱۸ | ۲۵–۲۰ | ۲۵–۱۶ |       |       | ۷۵–۵۴  | P2 P3 |
| ۱۳ ژوئن | ۱۷:۰۰ | ترکیه     | ۳–۰    | تونس      | ۲۶–۲۴ | ۲۵–۱۸ | ۲۵–۱۸ |       |       | ۷۶–۶۰  | P2 P3 |
| ۱۳ ژوئن | ۲۰:۰۰ | مونته‌نگرو | ۳–۰    | پورتوریکو | ۲۵–۲۲ | ۲۵–۲۳ | ۲۵–۲۱ |       |       | ۷۵–۶۶  | P2 P3 |
| ۱۴ ژوئن | ۱۷:۰۰ | تونس      | ۳–۱    | پورتوریکو | ۲۵–۱۷ | ۲۰–۲۵ | ۲۵–۱۷ | ۲۵–۱۹ |       | ۹۵–۷۸  | P2 P3 |
| ۱۴ ژوئن | ۲۰:۰۰ | مونته‌نگرو | ۳–۱    | ترکیه     | ۲۵–۲۲ | ۲۳–۲۵ | ۲۶–۲۴ | ۲۵–۲۳ |       | ۹۹–۹۴  | P2 P3 |

##### هفته ششم
- میزبان:  سالن ورزشی اردیرک فتحیه، فتحیه، ترکیه

| تاریخ   | ساعت  |           | امتیاز |           | ست ۱  | ست ۲  | ست ۳  | ست ۴  | ست ۵  | مجموع   | گزارش |
| ------- | ----- | --------- | ------ | --------- | ----- | ----- | ----- | ----- | ----- | ------- | ----- |
| ۱۹ ژوئن | ۱۷:۱۰ | مونته‌نگرو | ۳–۰    | تونس      | ۲۵–۲۳ | ۲۵–۲۱ | ۲۷–۲۵ |       |       | ۷۷–۶۹   | P2 P3 |
| ۱۹ ژوئن | ۲۰:۱۰ | ترکیه     | ۳–۰    | پورتوریکو | ۲۵–۱۶ | ۲۵–۱۶ | ۲۵–۱۳ |       |       | ۷۵–۴۵   | P2 P3 |
| ۲۰ ژوئن | ۱۷:۱۰ | پورتوریکو | ۱–۳    | مونته‌نگرو | ۱۹–۲۵ | ۲۶–۲۸ | ۲۵–۲۲ | ۱۳–۲۵ |       | ۸۳–۱۰۰  | P2 P3 |
| ۲۰ ژوئن | ۲۰:۱۰ | ترکیه     | ۳–۱    | تونس      | ۲۵–۲۰ | ۲۵–۲۲ | ۲۱–۲۵ | ۲۵–۱۸ |       | ۹۶–۸۵   | P2 P3 |
| ۲۱ ژوئن | ۱۶:۵۰ | تونس      | ۱–۳    | پورتوریکو | ۲۷–۲۹ | ۱۶–۲۵ | ۲۵–۱۸ | ۱۹–۲۵ |       | ۸۷–۹۷   | P2 P3 |
| ۲۱ ژوئن | ۱۹:۵۰ | ترکیه     | ۳–۲    | مونته‌نگرو | ۲۵–۲۱ | ۲۳–۲۵ | ۲۵–۲۳ | ۲۳–۲۵ | ۱۵–۱۲ | ۱۱۱–۱۰۶ | P2 P3 |

#### گلدان G
|      |         |          | مسابقات | مسابقات | ست‌ها | ست‌ها | ست‌ها  | امتیازها | امتیازها | امتیازها |
| رتبه | تیم     | امتیازها | برد     | باخت    | برد  | باخت | نسبت  | برد      | باخت     | نسبت     |
| ---- | ------- | -------- | ------- | ------- | ---- | ---- | ----- | -------- | -------- | -------- |
| ۱    | چین     | ۱۴       | ۶       | ۰       | ۱۸   | ۹    | ۲٫۰۰۰ | ۶۰۸      | ۵۶۸      | ۱٫۰۷۰    |
| ۲    | یونان   | ۱۱       | ۴       | ۲       | ۱۶   | ۱۲   | ۱٫۳۳۳ | ۶۱۶      | ۵۸۹      | ۱٫۰۴۶    |
| ۳    | اسلواکی | ۱۰       | ۲       | ۴       | ۱۴   | ۱۳   | ۱٫۰۷۷ | ۵۷۵      | ۵۶۶      | ۱٫۰۱۶    |
| ۴    | مکزیک   | ۱        | ۰       | ۶       | ۴    | ۱۸   | ۰٫۲۲۲ | ۴۵۱      | ۵۲۷      | ۰٫۸۵۶    |

##### هفته پنجم
- میزبان:  آئودیتوریو دلاخنته، تپیک، مکزیک

| تاریخ   | ساعت  |         | امتیاز |         | ست ۱  | ست ۲  | ست ۳  | ست ۴  | ست ۵  | مجموع   | گزارش |
| ------- | ----- | ------- | ------ | ------- | ----- | ----- | ----- | ----- | ----- | ------- | ----- |
| ۱۲ ژوئن | ۱۸:۰۰ | اسلواکی | ۲–۳    | چین     | ۲۵–۲۳ | ۲۵–۲۱ | ۱۷–۲۵ | ۱۷–۲۵ | ۱۵–۱۷ | ۹۹–۱۱۱  | P2 P3 |
| ۱۲ ژوئن | ۲۰:۳۰ | مکزیک   | ۲–۳    | یونان   | ۲۵–۲۰ | ۲۵–۲۱ | ۲۱–۲۵ | ۱۹–۲۵ | ۱۴–۱۶ | ۱۰۴–۱۰۷ | P2 P3 |
| ۱۳ ژوئن | ۱۷:۰۰ | چین     | ۳–۲    | یونان   | ۲۵–۲۲ | ۲۰–۲۵ | ۱۸–۲۵ | ۳۰–۲۸ | ۱۵–۱۳ | ۱۰۸–۱۱۳ | P2 P3 |
| ۱۳ ژوئن | ۱۹:۳۰ | مکزیک   | ۰–۳    | اسلواکی | ۲۱–۲۵ | ۱۹–۲۵ | ۱۹–۲۵ |       |       | ۵۹–۷۵   | P2 P3 |
| ۱۴ ژوئن | ۱۶:۰۰ | اسلواکی | ۲–۳    | یونان   | ۲۵–۲۰ | ۲۵–۱۵ | ۲۰–۲۵ | ۲۰–۲۵ | ۱۷–۱۹ | ۱۰۷–۱۰۴ | P2 P3 |
| ۱۴ ژوئن | ۱۸:۳۰ | مکزیک   | ۰–۳    | چین     | ۲۱–۲۵ | ۲۲–۲۵ | ۲۱–۲۵ |       |       | ۶۴–۷۵   | P2 P3 |

##### هفته ششم
- میزبان:  نیک گالیس، سالونیک، یونان

| تاریخ   | ساعت  |         | امتیاز |         | ست ۱  | ست ۲  | ست ۳  | ست ۴  | ست ۵  | مجموع   | گزارش |
| ------- | ----- | ------- | ------ | ------- | ----- | ----- | ----- | ----- | ----- | ------- | ----- |
| ۱۹ ژوئن | ۱۹:۴۵ | اسلواکی | ۲–۳    | چین     | ۲۵–۲۰ | ۲۵–۲۳ | ۱۹–۲۵ | ۲۰–۲۵ | ۱۳–۱۵ | ۱۰۲–۱۰۸ | P2 P3 |
| ۱۹ ژوئن | ۲۲:۳۰ | یونان   | ۳–۰    | مکزیک   | ۲۵–۱۶ | ۲۵–۱۸ | ۳۰–۲۸ |       |       | ۸۰–۶۲   | P2 P3 |
| ۲۰ ژوئن | ۱۸:۰۰ | چین     | ۳–۱    | مکزیک   | ۲۵–۱۱ | ۲۵–۲۳ | ۱۸–۲۵ | ۲۵–۱۵ |       | ۹۳–۷۴   | P2 P3 |
| ۲۰ ژوئن | ۲۱:۰۵ | اسلواکی | ۲–۳    | یونان   | ۲۵–۱۴ | ۲۵–۱۷ | ۱۶–۲۵ | ۱۹–۲۵ | ۱۰–۱۵ | ۹۵–۹۶   | P2 P3 |
| ۲۱ ژوئن | ۱۸:۰۰ | مکزیک   | ۱–۳    | اسلواکی | ۲۵–۲۲ | ۲۳–۲۵ | ۲۳–۲۵ | ۱۷–۲۵ |       | ۸۸–۹۷   | P2 P3 |
| ۲۱ ژوئن | ۲۱:۰۵ | چین     | ۳–۲    | یونان   | ۲۱–۲۵ | ۲۵–۲۱ | ۳۴–۳۲ | ۱۸–۲۵ | ۱۵–۱۳ | ۱۱۳–۱۱۶ | P2 P3 |

#### گلدان H
|      |          |          | مسابقات | مسابقات | ست‌ها | ست‌ها | ست‌ها  | امتیازها | امتیازها | امتیازها |
| رتبه | تیم      | امتیازها | برد     | باخت    | برد  | باخت | نسبت  | برد      | باخت     | نسبت     |
| ---- | -------- | -------- | ------- | ------- | ---- | ---- | ----- | -------- | -------- | -------- |
| ۱    | مصر      | ۱۶       | ۵       | ۱       | ۱۷   | ۵    | ۳٫۴۰۰ | ۵۱۸      | ۴۴۷      | ۱٫۱۵۹    |
| ۲    | اسپانیا  | ۱۴       | ۵       | ۱       | ۱۶   | ۷    | ۲٫۲۸۶ | ۵۳۱      | ۴۸۸      | ۱٫۰۸۸    |
| ۳    | قزاقستان | ۳        | ۱       | ۵       | ۷    | ۱۷   | ۰٫۴۱۲ | ۴۹۵      | ۵۶۱      | ۰٫۸۸۲    |
| ۴    | ونزوئلا  | ۳        | ۱       | ۵       | ۶    | ۱۷   | ۰٫۳۵۳ | ۴۹۲      | ۵۴۰      | ۰٫۹۱۱    |

##### هفته پنجم
- میزبان:  تاراز-آرنا، طراز، قزاقستان

| تاریخ   | ساعت  |          | امتیاز |         | ست ۱  | ست ۲  | ست ۳  | ست ۴  | ست ۵ | مجموع   | گزارش |
| ------- | ----- | -------- | ------ | ------- | ----- | ----- | ----- | ----- | ---- | ------- | ----- |
| ۱۲ ژوئن | ۱۵:۰۰ | اسپانیا  | ۳–۲    | مصر     | ۲۲–۲۵ | ۲۵–۲۱ | ۲۵–۲۷ | ۲۵–۲۲ | ۱۵–۹ | ۱۱۲–۱۰۴ | P2 P3 |
| ۱۲ ژوئن | ۱۸:۳۰ | قزاقستان | ۳–۲    | ونزوئلا | ۲۵–۲۲ | ۳۱–۳۳ | ۲۵–۲۳ | ۲۸–۳۰ | ۱۵–۹ | ۱۲۴–۱۱۷ | P2 P3 |
| ۱۳ ژوئن | ۱۵:۰۰ | اسپانیا  | ۳–۱    | ونزوئلا | ۲۵–۱۶ | ۲۱–۲۵ | ۲۵–۲۲ | ۲۵–۲۳ |      | ۹۶–۸۶   | P2 P3 |
| ۱۳ ژوئن | ۱۸:۳۰ | قزاقستان | ۰–۳    | مصر     | ۱۸–۲۵ | ۱۴–۲۵ | ۲۱–۲۵ |       |      | ۵۳–۷۵   | P2 P3 |
| ۱۴ ژوئن | ۱۵:۰۰ | ونزوئلا  | ۰–۳    | مصر     | ۲۲–۲۵ | ۲۲–۲۵ | ۱۷–۲۵ |       |      | ۶۱–۷۵   | P2 P3 |
| ۱۴ ژوئن | ۱۸:۳۰ | قزاقستان | ۱–۳    | اسپانیا | ۲۵–۲۲ | ۱۹–۲۵ | ۱۹–۲۵ | ۱۶–۲۵ |      | ۷۹–۹۷   | P2 P3 |

##### هفته ششم
- میزبان:  سالن مجموعهٔ ورزشگاه قاهره، قاهره، مصر

| تاریخ   | ساعت  |          | امتیاز |          | ست ۱  | ست ۲  | ست ۳  | ست ۴  | ست ۵ | مجموع  | گزارش |
| ------- | ----- | -------- | ------ | -------- | ----- | ----- | ----- | ----- | ---- | ------ | ----- |
| ۱۹ ژوئن | ۲۰:۳۰ | اسپانیا  | ۳–۰    | ونزوئلا  | ۲۵–۱۸ | ۲۶–۲۴ | ۲۵–۲۱ |       |      | ۷۶–۶۳  | P2 P3 |
| ۱۹ ژوئن | ۲۲:۳۰ | مصر      | ۳–۱    | قزاقستان | ۲۵–۱۹ | ۲۵–۱۶ | ۲۰–۲۵ | ۲۵–۲۳ |      | ۹۵–۸۳  | P2 P3 |
| ۲۰ ژوئن | ۲۰:۳۰ | اسپانیا  | ۳–۰    | قزاقستان | ۲۵–۲۳ | ۲۵–۱۸ | ۲۵–۲۱ |       |      | ۷۵–۶۲  | P2 P3 |
| ۲۰ ژوئن | ۲۲:۳۰ | مصر      | ۳–۰    | ونزوئلا  | ۲۵–۲۰ | ۲۵–۲۳ | ۲۵–۲۰ |       |      | ۷۵–۶۳  | P2 P3 |
| ۲۱ ژوئن | ۲۰:۳۰ | قزاقستان | ۲–۳    | ونزوئلا  | ۱۶–۲۵ | ۲۵–۱۷ | ۱۹–۲۵ | ۲۵–۲۰ | ۹–۱۵ | ۹۴–۱۰۲ | P2 P3 |
| ۲۱ ژوئن | ۲۲:۳۰ | مصر      | ۳–۱    | اسپانیا  | ۲۵–۱۴ | ۲۵–۱۸ | ۱۹–۲۵ | ۲۵–۱۸ |      | ۹۴–۷۵  | P2 P3 |

## دور نهایی

### گروه ۳
- میزبان:  آیگون آرنا، براتیسلاوا، اسلواکی
- ساعت‌ها زمان اروپای مرکزی (یوتی‌سی ۲:۰۰+).

#### هفته هشتم
|  | نیمه‌نهایی | نیمه‌نهایی |   |         | نهایی         | نهایی |  |
|  |           |           |   |         |               |       |  |
|  | ژوئیه     |           |   |         |               |       |  |
|  | مونته‌نگرو | ۳         |   |         |               |       |  |
|  | چین       | ۱         |   |         |               |       |  |
|  |           |           |   |         |               |       |  |
|  |           |           |   |         | ۵ ژوئیه       |       |  |
|  |           |           |   |         | مونته‌نگرو     | ۲     |  |
|  |           | مصر       | ۳ |         |               |       |  |
|  |           |           |   |         |               |       |  |
|  |           |           |   |         |               |       |  |
|  |           |           |   |         | بازی مکان سوم |       |  |
|  | ژوئیه     | ژوئیه     |   | ۵ ژوئیه | ۵ ژوئیه       |       |  |
|  | اسلواکی   | ۱         |   | چین     | ۲             |       |  |
|  | مصر       | ۳         |   |         | اسلواکی       | ۳     |  |

##### نیمه‌نهایی
| تاریخ    | ساعت  |           | امتیاز |     | ست ۱  | ست ۲  | ست ۳  | ست ۴  | ست ۵ | مجموع | گزارش |
| -------- | ----- | --------- | ------ | --- | ----- | ----- | ----- | ----- | ---- | ----- | ----- |
| ۰۴ ژوئیه | ۱۷:۳۰ | مونته‌نگرو | ۳–۱    | چین | ۲۵–۲۱ | ۲۵–۲۱ | ۲۲–۲۵ | ۲۵–۱۵ |      | ۹۷–۸۲ | P2 P3 |
| ۰۴ ژوئیه | ۲۰:۳۰ | اسلواکی   | ۱–۳    | مصر | ۲۳–۲۵ | ۲۵–۲۲ | ۲۵–۲۷ | ۲۳–۲۵ |      | ۹۶–۹۹ | P2 P3 |

##### بازی مکان سوم
| تاریخ    | ساعت  |     | امتیاز |         | ست ۱  | ست ۲  | ست ۳  | ست ۴  | ست ۵  | مجموع   | گزارش |
| -------- | ----- | --- | ------ | ------- | ----- | ----- | ----- | ----- | ----- | ------- | ----- |
| ۰۵ ژوئیه | ۱۷:۳۰ | چین | ۲–۳    | اسلواکی | ۲۵–۱۷ | ۲۸–۲۶ | ۲۰–۲۵ | ۲۷–۲۹ | ۱۳–۱۵ | ۱۱۳–۱۱۲ | P2 P3 |

##### نهایی
| تاریخ    | ساعت  |           | امتیاز |     | ست ۱  | ست ۲  | ست ۳  | ست ۴  | ست ۵ | مجموع   | گزارش |
| -------- | ----- | --------- | ------ | --- | ----- | ----- | ----- | ----- | ---- | ------- | ----- |
| ۰۵ ژوئیه | ۲۰:۳۰ | مونته‌نگرو | ۲–۳    | مصر | ۲۰–۲۵ | ۲۵–۲۱ | ۲۳–۲۵ | ۲۵–۲۳ | ۹–۱۵ | ۱۰۲–۱۰۹ | P2 P3 |

### گروه ۲
- میزبان:  قصر فرهنگ و ورزش، وارنا، بلغارستان
- ساعت‌ها به زمان اروپای شرقی (یوتی‌سی ۳:۰۰+).

#### هفته نهم
|  | نیمه‌نهایی | نیمه‌نهایی |   |          | نهایی         | نهایی |  |
|  |           |           |   |          |               |       |  |
|  | ۱۰ ژوئیه  |           |   |          |               |       |  |
|  | بلغارستان | ۳         |   |          |               |       |  |
|  | بلژیک     | ۱         |   |          |               |       |  |
|  |           |           |   |          |               |       |  |
|  |           |           |   |          | ۱۱ ژوئیه      |       |  |
|  |           |           |   |          | بلغارستان     | ۰     |  |
|  |           | فرانسه    | ۳ |          |               |       |  |
|  |           |           |   |          |               |       |  |
|  |           |           |   |          |               |       |  |
|  |           |           |   |          | بازی مکان سوم |       |  |
|  | ۱۰ ژوئیه  | ۱۰ ژوئیه  |   | ۱۱ ژوئیه | ۱۱ ژوئیه      |       |  |
|  | فرانسه    | ۳         |   | بلژیک    | ۲             |       |  |
|  | آرژانتین  | ۰         |   |          | آرژانتین      | ۳     |  |

##### نیمه‌نهایی
| تاریخ    | ساعت  |           | امتیاز |          | ست ۱  | ست ۲  | ست ۳  | ست ۴  | ست ۵ | مجموع | گزارش |
| -------- | ----- | --------- | ------ | -------- | ----- | ----- | ----- | ----- | ---- | ----- | ----- |
| ۱۰ ژوئیه | ۱۷:۴۰ | بلغارستان | ۳–۱    | بلژیک    | ۲۳–۲۵ | ۲۵–۱۴ | ۲۵–۱۸ | ۲۵–۲۰ |      | ۹۸–۷۷ | P2 P3 |
| ۱۰ ژوئیه | ۲۰:۴۰ | فرانسه    | ۳–۰    | آرژانتین | ۲۵–۱۳ | ۲۵–۲۰ | ۲۵–۱۷ |       |      | ۷۵–۵۰ | P2 P3 |

##### بازی مکان سوم
| تاریخ    | ساعت  |       | امتیاز |          | ست ۱  | ست ۲  | ست ۳  | ست ۴  | ست ۵  | مجموع   | گزارش |
| -------- | ----- | ----- | ------ | -------- | ----- | ----- | ----- | ----- | ----- | ------- | ----- |
| ۱۱ ژوئیه | ۱۷:۴۰ | بلژیک | ۲–۳    | آرژانتین | ۱۸–۲۵ | ۲۵–۲۰ | ۲۱–۲۵ | ۲۵–۱۸ | ۱۱–۱۵ | ۱۰۰–۱۰۳ | P2 P3 |

##### نهایی
| تاریخ    | ساعت  |           | امتیاز |        | ست ۱  | ست ۲  | ست ۳  | ست ۴ | ست ۵ | مجموع | گزارش |
| -------- | ----- | --------- | ------ | ------ | ----- | ----- | ----- | ---- | ---- | ----- | ----- |
| ۱۱ ژوئیه | ۲۰:۴۰ | بلغارستان | ۰–۳    | فرانسه | ۱۶–۲۵ | ۲۰–۲۵ | ۲۱–۲۵ |      |      | ۵۷–۷۵ | P2 P3 |

### گروه ۱
- میزبان:  جیناسیو دو ماراکانازینیو، ریودو ژانیرو، برزیل
- ساعت‌ها به ساعت در برزیل (یوتی‌سی ۳:۰۰-).

|  | انتخاب شده برای بازی نیمه نهایی |

#### گلدان I
|      |                     |          | مسابقات | مسابقات | ست‌ها | ست‌ها | ست‌ها  | امتیازها | امتیازها | امتیازها |
| رتبه | تیم                 | امتیازها | برد     | باخت    | برد  | باخت | نسبت  | برد      | باخت     | نسبت     |
| ---- | ------------------- | -------- | ------- | ------- | ---- | ---- | ----- | -------- | -------- | -------- |
| ۱    | ایالات متحده آمریکا | ۳        | ۱       | ۱       | ۴    | ۴    | ۱٫۰۰۰ | ۱۹۷      | ۱۹۱      | ۱٫۰۳۱    |
| ۲    | فرانسه              | ۳        | ۱       | ۱       | ۴    | ۴    | ۱٫۰۰۰ | ۱۹۷      | ۱۹۷      | ۱٫۰۰۰    |
| ۳    | برزیل               | ۳        | ۱       | ۱       | ۴    | ۴    | ۱٫۰۰۰ | ۲۰۰      | ۲۰۶      | ۰٫۹۷۱    |

##### هفته دهم
| تاریخ    | ساعت  |                     | امتیاز |                     | ست ۱  | ست ۲  | ست ۳  | ست ۴  | ست ۵ | مجموع  | گزارش |
| -------- | ----- | ------------------- | ------ | ------------------- | ----- | ----- | ----- | ----- | ---- | ------ | ----- |
| ۱۵ ژوئیه | ۱۴:۰۵ | برزیل               | ۱–۳    | فرانسه              | ۲۹–۲۷ | ۲۱–۲۵ | ۲۹–۳۱ | ۱۹–۲۵ |      | ۹۸–۱۰۸ | P2 P3 |
| ۱۶ ژوئیه | ۱۴:۰۵ | برزیل               | ۳–۱    | ایالات متحده آمریکا | ۲۸–۲۶ | ۲۲–۲۵ | ۲۵–۲۲ | ۲۷–۲۵ |      | ۱۰۲–۹۸ | P2 P3 |
| ۱۷ ژوئیه | ۱۴:۰۵ | ایالات متحده آمریکا | ۳–۱    | فرانسه              | ۲۵–۲۱ | ۲۵–۲۲ | ۲۴–۲۶ | ۲۵–۲۰ |      | ۹۹–۸۹  | P2 P3 |

#### گلدان J
|      |         |          | مسابقات | مسابقات | ست‌ها | ست‌ها | ست‌ها  | امتیازها | امتیازها | امتیازها |
| رتبه | تیم     | امتیازها | برد     | باخت    | برد  | باخت | نسبت  | برد      | باخت     | نسبت     |
| ---- | ------- | -------- | ------- | ------- | ---- | ---- | ----- | -------- | -------- | -------- |
| ۱    | لهستان  | ۴        | ۱       | ۱       | ۵    | ۴    | ۱٫۲۵۰ | ۲۰۴      | ۱۹۰      | ۱٫۰۷۴    |
| ۲    | صربستان | ۳        | ۱       | ۱       | ۵    | ۵    | ۱٫۰۰۰ | ۲۱۰      | ۲۰۶      | ۱٫۰۱۹    |
| ۳    | ایتالیا | ۲        | ۱       | ۱       | ۴    | ۵    | ۰٫۸۰۰ | ۱۸۴      | ۲۰۲      | ۰٫۹۱۱    |

##### هفته دهم
| تاریخ    | ساعت  |         | امتیاز |         | ست ۱  | ست ۲  | ست ۳  | ست ۴  | ست ۵  | مجموع   | گزارش |
| -------- | ----- | ------- | ------ | ------- | ----- | ----- | ----- | ----- | ----- | ------- | ----- |
| ۱۵ ژوئیه | ۱۶:۰۵ | صربستان | ۲–۳    | ایتالیا | ۲۳–۲۵ | ۲۵–۱۴ | ۲۳–۲۵ | ۲۵–۲۰ | ۹–۱۵  | ۱۰۵–۹۹  | P2 P3 |
| ۱۶ ژوئیه | ۱۶:۰۵ | لهستان  | ۳–۱    | ایتالیا | ۲۵–۱۵ | ۲۷–۲۵ | ۲۰–۲۵ | ۲۵–۲۰ |       | ۹۷–۸۵   | P2 P3 |
| ۱۷ ژوئیه | ۱۶:۰۵ | صربستان | ۳–۲    | لهستان  | ۱۸–۲۵ | ۲۵–۲۲ | ۲۲–۲۵ | ۲۵–۲۲ | ۱۵–۱۳ | ۱۰۵–۱۰۷ | P2 P3 |

#### چهار نهایی
|  | نیمه‌نهایی           | نیمه‌نهایی         |   |                     | نهایی             | نهایی |  |
|  |                     |                   |   |                     |                   |       |  |
|  | ۱۸ ژوئیه (۲۷ تیر)   |                   |   |                     |                   |       |  |
|  | ایالات متحده آمریکا | ۲                 |   |                     |                   |       |  |
|  | صربستان             | ۳                 |   |                     |                   |       |  |
|  |                     |                   |   |                     |                   |       |  |
|  |                     |                   |   |                     | ۱۹ ژوئیه (۲۸ تیر) |       |  |
|  |                     |                   |   |                     | صربستان           | ۰     |  |
|  |                     | فرانسه            | ۳ |                     |                   |       |  |
|  |                     |                   |   |                     |                   |       |  |
|  |                     |                   |   |                     |                   |       |  |
|  |                     |                   |   |                     | بازی مکان سوم     |       |  |
|  | ۱۸ ژوئیه (۲۷ تیر)   | ۱۸ ژوئیه (۲۷ تیر) |   | ۱۹ ژوئیه (۲۸ تیر)   | ۱۹ ژوئیه (۲۸ تیر) |       |  |
|  | فرانسه              | ۳                 |   | ایالات متحده آمریکا | ۳                 |       |  |
|  | لهستان              | ۲                 |   |                     | لهستان            | ۰     |  |

##### نیمه‌نهایی
| تاریخ             | ساعت  |                     | امتیاز |         | ست ۱  | ست ۲  | ست ۳  | ست ۴  | ست ۵  | مجموع   | گزارش |
| ----------------- | ----- | ------------------- | ------ | ------- | ----- | ----- | ----- | ----- | ----- | ------- | ----- |
| ۱۸ ژوئیه (۲۷ تیر) | ۱۰:۰۰ | ایالات متحده آمریکا | ۲–۳    | صربستان | ۲۳–۲۵ | ۲۱–۲۵ | ۲۷–۲۵ | ۲۵–۲۰ | ۱۲–۱۵ | ۱۰۸–۱۱۰ | P2 P3 |
| ۱۸ ژوئیه (۲۷ تیر) | ۱۲:۰۵ | فرانسه              | ۳–۲    | لهستان  | ۲۵–۲۳ | ۲۵–۲۳ | ۱۹–۲۵ | ۲۲–۲۵ | ۱۷–۱۵ | ۱۰۸–۱۱۱ | P2 P3 |

##### بازی مکان سوم
| تاریخ             | ساعت  |                     | امتیاز |        | ست ۱  | ست ۲  | ست ۳  | ست ۴ | ست ۵ | مجموع | گزارش |
| ----------------- | ----- | ------------------- | ------ | ------ | ----- | ----- | ----- | ---- | ---- | ----- | ----- |
| ۱۹ ژوئیه (۲۸ تیر) | ۰۹:۱۰ | ایالات متحده آمریکا | ۳–۰    | لهستان | ۲۵–۲۲ | ۲۵–۲۳ | ۲۵–۲۳ |      |      | ۷۵–۶۸ | P2 P3 |

##### نهایی
| تاریخ             | ساعت  |         | امتیاز |        | ست ۱  | ست ۲  | ست ۳  | ست ۴ | ست ۵ | مجموع | گزارش |
| ----------------- | ----- | ------- | ------ | ------ | ----- | ----- | ----- | ---- | ---- | ----- | ----- |
| ۱۹ ژوئیه (۲۸ تیر) | ۱۱:۳۰ | صربستان | ۰–۳    | فرانسه | ۱۹–۲۵ | ۲۱–۲۵ | ۲۳–۲۵ |      |      | ۶۳–۷۵ | P2 P3 |

## رده‌بندی نهایی
| رتبه | تیم                 |
| ---- | ------------------- |
| 1    | فرانسه              |
| 2    | صربستان             |
| 3    | ایالات متحده آمریکا |
| ۴    | لهستان              |
| ۵    | ایتالیا             |
| ۵    | برزیل               |
| ۷    | ایران               |
| ۸    | استرالیا            |
| ۸    | روسیه               |
| ۱۰   | بلغارستان           |
| ۱۱   | آرژانتین            |
| ۱۲   | بلژیک               |
| ۱۳   | ژاپن                |
| ۱۳   | هلند                |
| ۱۵   | چک                  |
| ۱۵   | فنلاند              |
| ۱۵   | کانادا              |
| ۱۸   | پرتغال              |
| ۱۸   | کرهٔ جنوبی           |
| ۱۸   | کوبا                |
| ۲۱   | مصر                 |
| ۲۲   | مونته‌نگرو           |
| ۲۳   | اسلواکی             |
| ۲۴   | چین                 |
| ۲۵   | اسپانیا             |
| ۲۵   | ترکیه               |
| ۲۵   | یونان               |
| ۲۸   | پورتوریکو           |
| ۲۸   | قزاقستان            |
| ۳۰   | تونس                |
| ۳۰   | مکزیک               |
| ۳۰   | ونزوئلا             |

| قهرمان لیگ جهانی ۲۰۱۵   |
| ----------------------- |
| · فرانسه · نخستین عنوان |

| فهرست ۱۴ بازیکن تیم قهرمان در دور نهایی |
| Aguenier، جنیا گربنیکوف، آنتونین روزیر، تخور کلونو، بنجامین تونیوتی (c)، کوین تیلیه، Jaumel، اروین انگاپت، کوین لو رو، ژولین لینل، Le Goff، نیکولاس مارشال، فرانک لافیته، موری سیدیبه |
| سرمربی |
| لوران تیلیه |

## جوایز
| - باارزش‌ترین بازیکن اروین انگاپت - بهترین پاسور بنجامین تونیوتی - بهترین اسپک زننده پشت خط زن اروین انگاپت میخال کوبیاک | - بهترین دفاع کننده میانی ماکسول هولت سرچکو لیسیناچ - بهترین اسپک زننده قطر پاسور الکساندر آتاناسیویچ - بهترین لیبرو پاول زاتورسکی |

## جوایز مالی
| - جوایز مالی برای جایگاه نهایی قهرمان – $۱٬۰۰۰٬۰۰۰ نایب قهرمان – $۵۰۰٬۰۰۰ مقام سوم – $۳۰۰٬۰۰۰ مقام چهارم – $۱۵۰٬۰۰۰ مقام پنجم (۲ تیم) – $۷۵٬۰۰۰ | - جوایز مالی برای جایزه‌های انفرادی باارزش‌ترین بازیکن – $۳۰٬۰۰۰ بهترین تنظیم کننده – $۱۰٬۰۰۰ بهترین آبشار زننده پشت خط زن (۲ بازیکن) – $۱۰٬۰۰۰ بهترین دفاع کننده میانی (۲ بازیکن) – $۱۰٬۰۰۰ بهترین آبشار زننده قطر پاسور – $۱۰٬۰۰۰ بهترین بازیکن آزاد – $۱۰٬۰۰۰ |

## آمار بازیکنان

### بهترین امتیاز آورنده‌ها
|      | گروه ۱          | گروه ۱ | گروه ۲          | گروه ۲ | گروه ۳          | گروه ۳ |
| رتبه | نام             | امتیاز | نام             | امتیاز | نام             | امتیاز |
| ---- | --------------- | ------ | --------------- | ------ | --------------- | ------ |
| ۱    | بارتوش کورک     | ۲۰۷    | سام درو         | ۲۰۷    | ووین چاچیچ      | ۱۲۶    |
| ۲    | توماس ادگار     | ۱۹۶    | اورپو سیوولا    | ۱۹۳    | محمد منعم بداوی | ۱۰۹    |
| ۳    | ریکاردو لوکارلی | ۱۶۹    | رولاندو سپدا    | ۱۹۲    | کروین پینروآ    | ۱۰۸    |
| ۴    | شهرام محمودی    | ۱۴۱    | کونیهیرو شیمیزو | ۱۸۰    | مارکو بوییچ     | ۱۰۳    |
| ۵    | متئوش میکا      | ۱۳۹    | گرت ون وال      | ۱۷۵    | احمد عبدالحی    | ۱۰۰    |

### بهترین اسپک زننده‌ها
|      | گروه ۱          | گروه ۱  | گروه ۲          | گروه ۲  | گروه ۳           | گروه ۳  |
| رتبه | نام             | %موفقیت | نام             | %موفقیت | نام              | %موفقیت |
| ---- | --------------- | ------- | --------------- | ------- | ---------------- | ------- |
| ۱    | ریکاردو لوکارلی | ۵۶٫۹۸   | آنتونین روزیر   | ۵۹٫۲۶   | میتار جوریچ      | ۶۰٫۰۰   |
| ۲    | شهرام محمودی    | ۵۶٫۳۳   | اروین انگاپت    | ۵۶٫۴۵   | رافائل کومنتاکیس | ۵۷٫۸۴   |
| ۳    | مت اندرسون      | ۵۱٫۵۷   | سانگ میونگ گیون | ۵۳٫۴۱   | کینگیائو دای     | ۵۷٫۰۲   |
| ۴    | والاس د سوزا    | ۵۱٫۴۷   | سام درو         | ۵۳٫۳۱   | کادر جین         | ۵۳٫۶۸   |
| ۵    | میلاد عبادی‌پور  | ۵۰٫۹۱   | یوکی ایشیکاوا   | ۵۲٫۲۲   | کروین پینروآ     | ۵۳٫۵۹   |

### بهترین دفاع کننده‌ها
|      | گروه ۱           | گروه ۱        | گروه ۲         | گروه ۲        | گروه ۳                 | گروه ۳        |
| رتبه | نام              | میانگین بر ست | نام            | میانگین بر ست | نام                    | میانگین بر ست |
| ---- | ---------------- | ------------- | -------------- | ------------- | ---------------------- | ------------- |
| ۱    | محمد موسوی عراقی | ۰٫۶۵          | کوین لو رو     | ۰٫۶۵          | خورخه فرناندز والکارسل | ۰٫۷۸          |
| ۲    | نحمیا مت         | ۰٫۵۱          | ویکتور یوسیفوف | ۰٫۵۷          | میگل آنخل فورنس        | ۰٫۷۴          |
| ۳    | سیمونه آنزانی    | ۰٫۵۰          | تئودور تودوروف | ۰٫۵۶          | مانیکس رمان            | ۰٫۶۵          |
| ۴    | یاکوب راس گویمر  | ۰٫۴۹          | نیکولا لو گوف  | ۰٫۵۴          | آنتون کوزنتسوف         | ۰٫۶۳          |
| ۵    | ماکسول هولت      | ۰٫۴۸          | پیتر ورهیس     | ۰٫۵۳          | عمر عقربی              | ۰٫۶۲          |

### بهترین سرویس زننده‌ها
|      | گروه ۱          | گروه ۱        | گروه ۲             | گروه ۲        | گروه ۳               | گروه ۳        |
| رتبه | نام             | میانگین بر ست | نام                | میانگین بر ست | نام                  | میانگین بر ست |
| ---- | --------------- | ------------- | ------------------ | ------------- | -------------------- | ------------- |
| ۱    | پل ساندرسون     | ۰٫۳۰          | نیمیر عبدالعزیز    | ۰٫۵۷          | دنیل روکامورا بلازکز | ۰٫۵۲          |
| ۲    | توماس ادگار     | ۰٫۳۰          | اولی-پکا اویانسیوو | ۰٫۴۱          | مارکو بوییچ          | ۰٫۵۲          |
| ۳    | میکا کریستنسون  | ۰٫۲۶          | الکساندر فریرا     | ۰٫۳۸          | ژجیا ژانگ            | ۰٫۴۷          |
| ۴    | امانوئل بیرارلی | ۰٫۲۵          | اروین انگاپت       | ۰٫۳۷          | ژی یوان              | ۰٫۳۶          |
| ۵    | سرچکو لیسیناچ   | ۰٫۲۵          | اورپو سیوولا       | ۰٫۳۳          | حسام عبدالله         | ۰٫۳۵          |

### بهترین پاسورها
|      | گروه ۱          | گروه ۱        | گروه ۲                        | گروه ۲        | گروه ۳                         | گروه ۳        |
| رتبه | نام             | میانگین بر ست | نام                           | میانگین بر ست | نام                            | میانگین بر ست |
| ---- | --------------- | ------------- | ----------------------------- | ------------- | ------------------------------ | ------------- |
| ۱    | دراگان تراویتسا | ۳٫۸۸          | هیدوئمی فوکاتزو               | ۶٫۵۵          | خوزه کاراسکو                   | ۹٫۴۳          |
| ۲    | سعید معروف      | ۳٫۸۷          | بنجامین تونیوتی               | ۶٫۰۷          | آنخل ترینیداد                  | ۸٫۴۳          |
| ۳    | فابین دژیزگا    | ۳٫۸۵          | ریکاردو نوربرتو کالوو مانزانو | ۵٫۸۲          | قانات گابدولین                 | ۶٫۱۷          |
| ۴    | میکا کریستنسون  | ۳٫۸۵          | تایلر سندرز                   | ۵٫۷۶          | عبدالله عبدالسلام عبدالله بخیت | ۴٫۸۰          |
| ۵    | نیکولا یوویچ    | ۳٫۶۷          | دمیان گونزالس                 | ۴٫۶۸          | پدرو رانگل                     | ۲٫۶۸          |

### بهترین توپ گیرنده‌ها
|      | گروه ۱        | گروه ۱        | گروه ۲                    | گروه ۲        | گروه ۳            | گروه ۳        |
| رتبه | نام           | میانگین بر ست | نام                       | میانگین بر ست | نام               | میانگین بر ست |
| ---- | ------------- | ------------- | ------------------------- | ------------- | ----------------- | ------------- |
| ۱    | پاول زاتورسکی | ۲٫۶۲          | لائوری کرمینن             | ۲٫۰۴          | فرانسیسکو رویز    | ۰٫۷۸          |
| ۲    | میخال کوبیاک  | ۱٫۷۷          | استین دیوخیر              | ۱٫۴۵          | محمد معوض         | ۰٫۷۴          |
| ۳    | اریک شوجی     | ۱٫۷۶          | یوندر رومان گارسیا آلوارز | ۱٫۴۴          | سرخیو نودا بلانکو | ۰٫۵۲          |
| ۴    | لوک پری       | ۱٫۵۸          | جنیا گربنیکوف             | ۱٫۴۴          | فرانسس لیناس      | ۰٫۵۲          |
| ۵    | ماسیمو کولاچی | ۱٫۵۶          | ایوو کاساس                | ۱٫۲۲          | بداوی محمد منعم   | ۰٫۴۸          |

### بهترین دریافت کننده‌ها
|      | گروه ۱       | گروه ۱  | گروه ۲                    | گروه ۲  | گروه ۳                | گروه ۳  |
| رتبه | نام          | %کارایی | نام                       | %کارایی | نام                   | %کارایی |
| ---- | ------------ | ------- | ------------------------- | ------- | --------------------- | ------- |
| ۱    | ایوان زایتسف | ۵۱٫۷۵   | اروین انگاپت              | ۶۱٫۱۶   | جکسون ریورا           | ۶۲٫۰۱   |
| ۲    | فیلیپو لانزا | ۵۱٫۷۱   | مینسو جئونگ               | ۵۶٫۶۳   | رافائل کمنتاکیس       | ۵۷٫۹۸   |
| ۳    | اریک شوجی    | ۴۳٫۸۸   | نیکولای پانچف             | ۵۳٫۰۳   | دنیس دل واله          | ۵۷٫۷۲   |
| ۴    | پل ساندرسون  | ۴۳٫۲۷   | یوندر رومان گارسیا آلوارز | ۴۶٫۶۱   | باتورالپ بوراک گونگور | ۵۷٫۰۲   |
| ۵    | میخال کوبیاک | ۳۴٫۹۰   | سونگ-سوک کواک             | ۴۶٫۳۸   | نوری شاهین            | ۵۲٫۷۳   |